# Quema de libros en la Alemania nazi

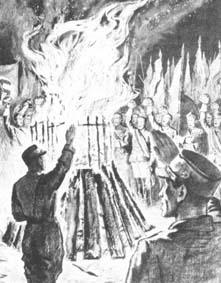
Quema de libros en 1933, dentro del plan «Aktion wider den undeutschen Geist» («Acción contra el espíritu antialemán»).

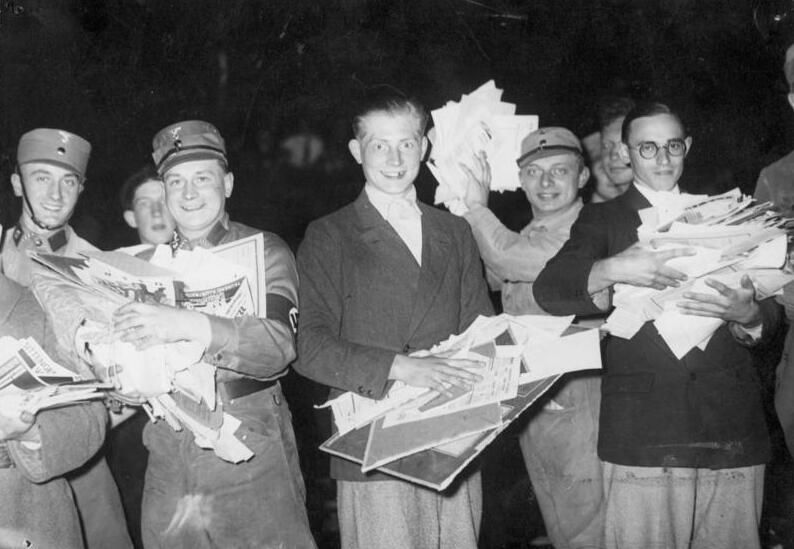
Quema de libros en la Plaza de la Ópera de Berlín.

La quema de libros en Alemania por parte del régimen nacionalsocialista se inició el 10 de mayo de 1933 y consistió en una acción realizada específicamente por estudiantes, profesores y miembros del Partido Nacionalsocialista Obrero Alemán cuando estos echaron al fuego de forma pública libros de aquellos autores que habían sido condenados al ostracismo por considerarlos «peligrosos».
La acción se realizó bajo la dirección del Nationalsozialistischer Deutscher Studentenbund (NSDStB), la federación nazi de estudiantes, en la Plaza de la Ópera en Berlín y en otras 21 ciudades universitarias. La quema pública de libros fue el punto álgido de la llamada «Aktion wider den undeutschen Geist», en español «Acción contra el espíritu antialemán», iniciada en marzo de 1933, con la que tras la toma de poder del régimen nazi, se comenzaba la persecución sistemática de los escritores judíos, marxistas, pacifistas y otros autores opositores o simplemente desagradables al régimen.

## Acción contra el espíritu antialemán

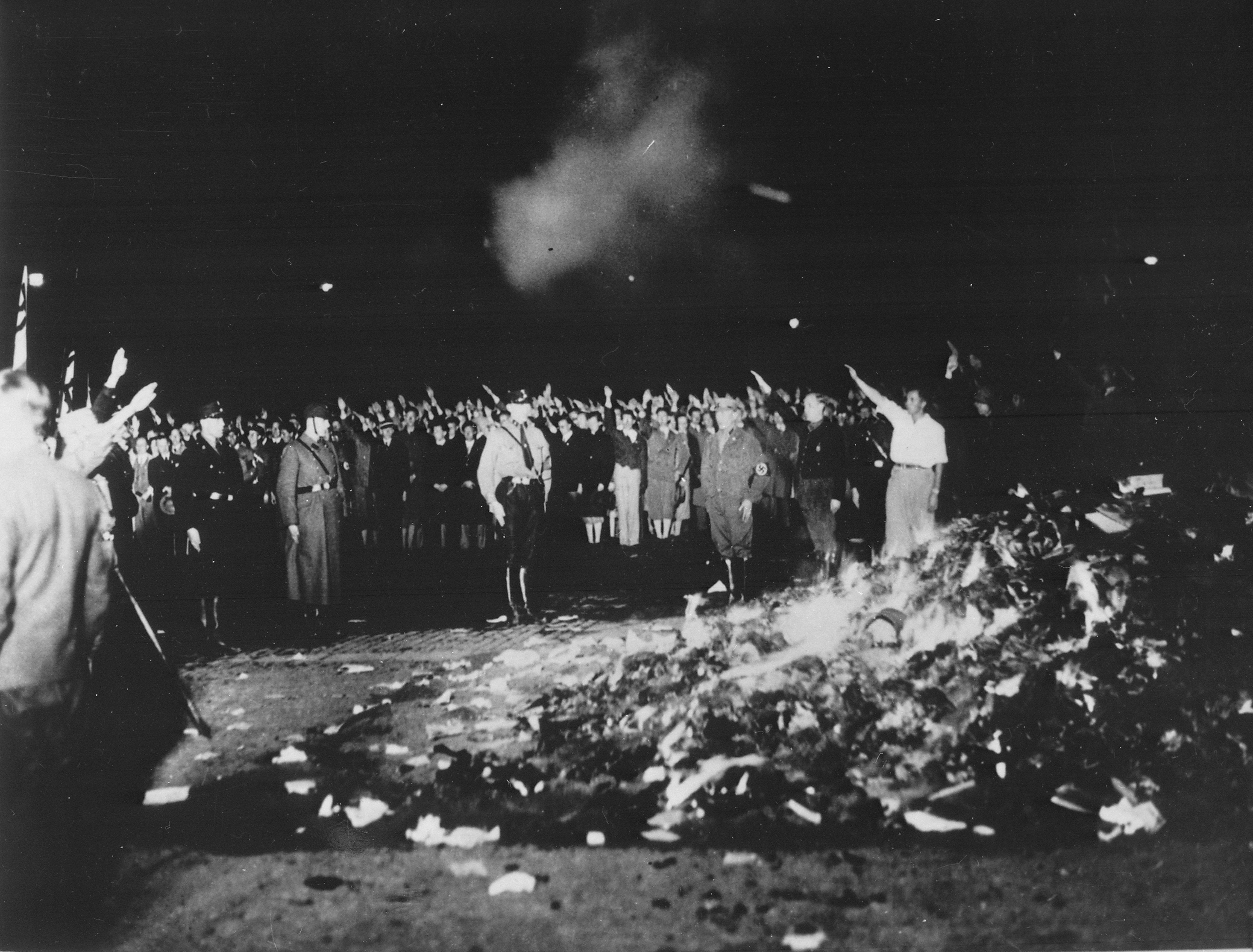
Quema de libros en la Plaza de la Ópera en Berlín el 10 de mayo de 1933.

Ya durante la República de Weimar la Deutsche Studentenschaft (DSt), la asociación de estudiantes alemana, estaba marcada por el pensamiento nazi. En estas asociaciones las fuerzas nacionalistas, antisemitas y contrarias a la república iban a más;  en las universidades alemanas dominaba un ambiente claramente reaccionario, chovinista y nacionalista. Desde el verano de 1931, el DSt tenía por líder a un representante del Nationalsozialistische
Deutsche Studentenbund (NSDStB), la federación de estudiantes nazis, que en las elecciones de 1931 a la junta de estudiantes (Allgemeiner Studierendenausschuss) había conseguido el 44,4 % de los votos. Tras la toma de poder nazi el 30 de enero de 1933, ambas organizaciones de estudiantes, la DSt y la NSDStB, competían por la supremacía. Para aumentar el impacto de la organización, tres meses después de la toma de poder y poco después de la creación del Ministerio del Reich para la Ilustración Pública y Propaganda en marzo de 1933, se creó dentro del Reichsleitung der Deutschen Studentenschaft (Dirección del Reich para la asociación de estudiantes alemanes) la Hauptamt für Presse und Propaganda der Deutschen Studentenschaft, una dirección general para la prensa y la propaganda de la asociación de estudiantes alemanes propia.
A principios de abril de 1933, la Deutsche Studentenschaft animó a sus órganos a participar en la «Acción contra el espíritu antialemán» que debía durar cuatro semanas, uno de cuyos principales iniciadores fue Hans Karl Leistritz, director de la oficina principal. La acción debía comenzar el 12 de abril y finalizar el 10 de mayo con unas espectaculares  quemas públicas de libros.. La acción se remontaba a la quema de libros que tuvo lugar en el Festival de Wartburg de 1817 y fue presentada como «una acción general contra el espíritu de desintegración judío»: «El espíritu judío, tal como manifiesta su completa desvergüenza en su incitación al odio mundial y tal como ya ha buscado refugio en la literatura alemana, debe ser erradicado de esta.» Para la política universitaria la «Acción contra el espíritu antialemán» significó el comienzo de la conquista de las universidades por las asociaciones de estudiantes declaradas como «Sturmabteilung del espíritu».
Como primera medida se ordenó formar «comisiones de lucha contra el espíritu antialemán» en las instituciones de educación superior a las que debían pertenecer dos estudiantes, un profesor, un representante del Kampfbund für deutsche Kultur, asociación cultural nacionalista dirigida por Alfred Rosenberg, y un escritor. La presidencia le correspondía al líder de la asociación de estudiantes respectiva.

### Preparación
El elemento más importante en la lucha política de los estudiantes era la propaganda. El 2 de abril de 1933, un día después del inicio del boicot a los comercios judíos, se redactó un plan detallado, el 6 de abril se envió una circular a las diferentes asociaciones de estudiantes para informar sobre las acciones preparadas:

Die Deutsche Studentenschaft plant anläßlich der schamlosen Greuelhetze des Judentums im Ausland eine vierwöchige Gesamtaktion gegen den jüdischen Zersetzungsgeist und für volksbewußtes Denken und Fühlen im deutschen Schrifttum. Die Aktion beginnt am 12. April mit dem öffentlichen Anschlag von 12 Thesen, Wider den undeutschen Geist’ und endet am 10. Mai mit öffentlichen Kundgebungen an allen deutschen Hochschulorten. Die Aktion wird — in ständiger Steigerung bis zum 10. Mai — mit allen Mitteln der Propaganda durchgeführt werden, wie: Rundfunk, Presse, Säulenanschlag, Flugblätter und Sonderartikeldienst der DSt-Akademischen Korrespondenz.
La Asociación de Estudiantes Alemana planea, en vista de la desvergonzada y horrible incitación al odio del juderío internacional en el extranjero, una acción de cuatro semanas contra el espíritu de desintegración judío y a favor de un pensamiento y sentimiento popular consciente en la literatura alemana. La acción comienza el 12 de abril con el anuncio público de las "12 tesis contra el espíritu antialemán" y finaliza el 10 de mayo con una manifestación pública en todas las Universidades alemanas. La acción —en constante incremento hasta el 10 de mayo— será realizado con todos los medios de la propaganda, como: radio, prensa, carteles, folletos y artículos especiales en la correspondencia académica del DSt.
Akten der Deutschen Studentenschaft en el Archiv der ehemaligen Reichsstudentenführung en la biblioteca de la Universidad de Wurzburgo.

La dirección de la Deutsche Studentenschaft trataba de demostrar por todos los medios con esta acción que estaba dispuesta y era capaz de movilizar a los estudiantes a favor del nazismo. Con ello estaba en competencia con el Nationalsozialistischen Deutsche Studentenbund, que tras las elecciones al parlamento de marzo de 1933 se arrogaba en exclusiva las competencias sobre la educación política de los estudiantes. En consecuencia, durante las preparaciones hubo desavenencias entre ambas organizaciones y sus dirigentes Gerhard Krüger (DSt) y Oskar Stäbel (NSDStB). Un día antes de la acción, el 11 de abril, Stäbel todavía ordenaba en un comunicado de urgencia no solo apoyar la acción del DSt, sino «con ello tomar el liderazgo».

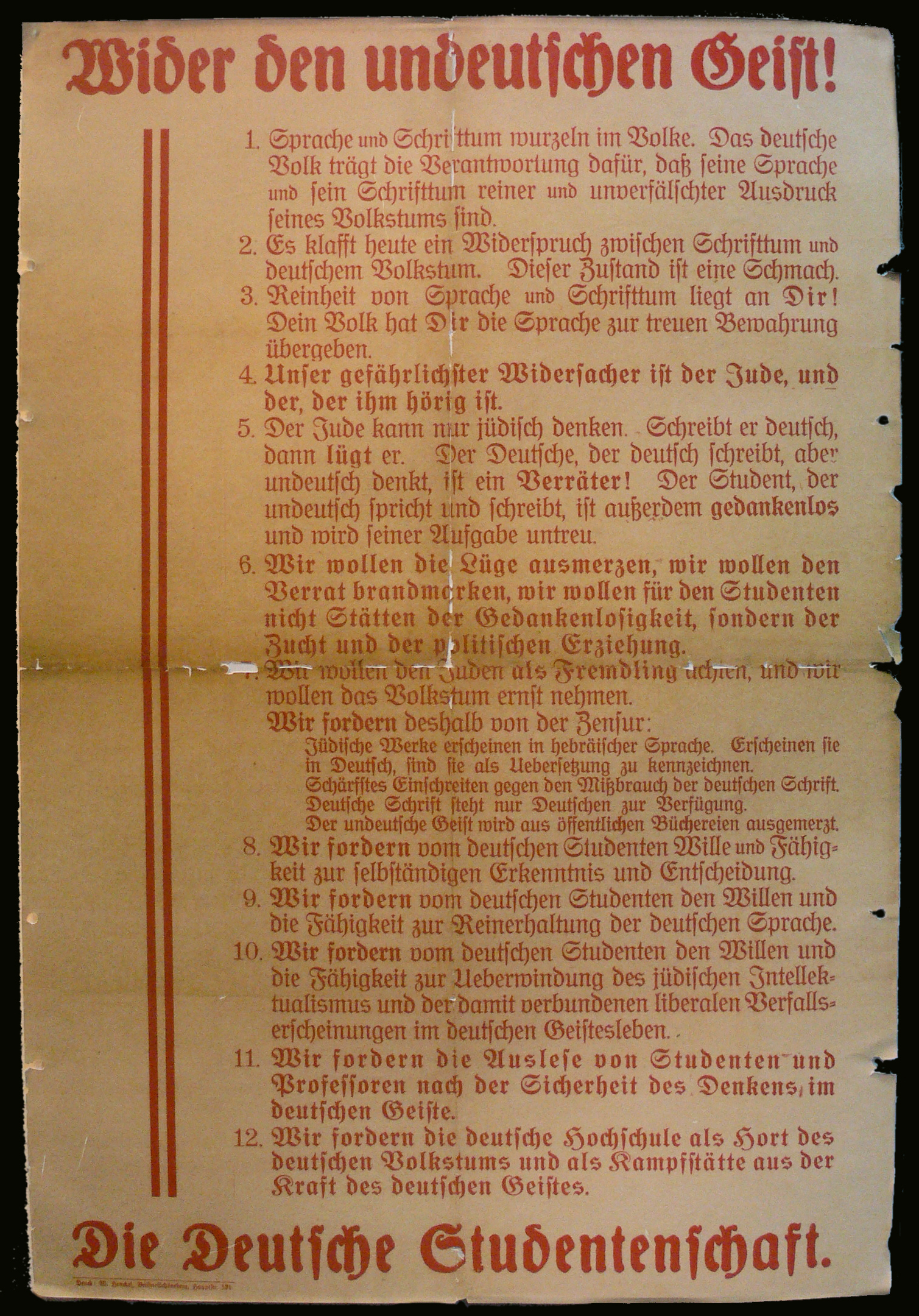
Die zwölf Thesen wider den undeutschen Geist, en español, «Las doce tesis contra el espíritu antialemán» (folleto del 12 de abril de 1933)

#### 12 tesis contra el espíritu antialemán
El inicio fue la promulgación el 12 de abril de 1933 de las «12 Thesen wider den undeutschen Geist» («12 tesis contra el espíritu antialemán»). Incluía las ideas y objetivos de la «acción», además de denunciar el pensamiento judío, socialdemócrata, comunista y liberal, así como sus representantes. Las tesis se escribieron en letra gótica y en tinta roja, y fueron expuestos en forma de carteles en las universidades alemanas, además de ser publicadas por muchos periódicos:

1. Sprache und Schrifttum wurzeln im Volke. Das deutsche Volk trägt die Verantwortung dafür, daß seine Sprache und sein Schrifttum reiner und unverfälschter Ausdruck seines Volkstums sind.
2. Es klafft heute ein Widerspruch zwischen Schrifttum und deutschem Volkstum. Dieser Zustand ist eine Schmach.
3. Reinheit von Sprache und Schrifttum liegt an Dir! Dein Volk hat Dir die Sprache zur treuen Bewahrung übergeben.
4. Unser gefährlichster Widersacher ist der Jude und der, der ihm hörig ist.
5. Der Jude kann nur jüdisch denken. Schreibt er deutsch, dann lügt er. Der Deutsche, der deutsch schreibt, aber undeutsch denkt, ist ein Verräter. Der Student, der undeutsch spricht und schreibt, ist außerdem gedankenlos und wird seiner Aufgabe untreu.
6. Wir wollen die Lüge ausmerzen, wir wollen den Verrat brandmarken, wir wollen für den Studenten nicht Stätten der Gedankenlosigkeit, sondern der Zucht und der politischen Erziehung.
7. Wir wollen den Juden als Fremdling achten und wir wollen das Volkstum ernst nehmen. Wir fordern deshalb von der Zensur: Jüdische Werke erscheinen in hebräischer Sprache. Erscheinen sie in deutsch, sind sie als Übersetzung zu kennzeichnen. Schärfstes Einschreiten gegen den Mißbrauch der deutschen Schrift. Deutsche Schrift steht nur Deutschen zur Verfügung. Der undeutsche Geist wird aus öffentlichen Büchereien ausgemerzt.
8. Wir fordern vom deutschen Studenten Wille und Fähigkeit zur selbständigen Erkenntnis und Entscheidung.
9. Wir fordern vom deutschen Studenten den Willen und die Fähigkeit zur Reinerhaltung der deutschen Sprache.
10. Wir fordern vom deutschen Studenten den Willen und die Fähigkeit zur Überwindung jüdischen Intellektualismus und der damit verbundenen liberalen Verfallserscheinungen im deutschen Geistesleben.
11. Wir fordern die Auslese von Studenten und Professoren nach der Sicherheit des Denkens im deutschen Geiste.
12. Wir fordern die deutsche Hochschule als Hort des deutschen Volkstums und als Kampfstätte aus der Kraft des deutschen Geistes.

1. El lenguaje y la literatura tienen sus raíces en el pueblo. El pueblo alemán tiene la responsabilidad de que su lengua y su literatura sean una expresión pura de sus tradiciones.
2. Hoy se abre una contradicción entre la literatura y la tradición del pueblo alemán. Este estado es una ignominia.
3. ¡La pureza de la lengua y literatura depende de ti! Un pueblo te ha dado su lengua para que la guardes fiel.
4. Nuestro adversario más peligroso es el judío y aquel que le escucha.
5. El judío solo puede pensar en judío. Si escribe en alemán, miente. El alemán, que escribe alemán, pero piensa de forma no alemana, es un traidor. El estudiante que habla y escribe de forma no alemana, además, es un necio y es desleal a su deber.
6. Queremos eliminar la mentira, queremos señalar la traición, no queremos para los estudiantes lugares de la irreflexión, sino de la disciplina y de la educación política.
7. Queremos despreciar al judío como forastero y queremos tomar las tradiciones en serio. Por lo tanto exigimos de la censura: las obras judías se publican en lengua hebrea. Si se publican en alemán, deberán señalarse como traducciones. Intervenciones inmediatas contra el abuso de la escritura alemana. La escritura alemana sólo está disponible para los alemanes. El espíritu antialemán será eliminado de las bibliotecas.
8. Exigimos de los estudiantes alemanes la voluntad y la capacidad para el conocimiento independiente y las decisiones propias.
9. Exigimos de los estudiantes alemanes la voluntad y la capacidad para mantener la pureza de la lengua alemana.
10. Exigimos de los estudiantes alemanes la voluntad y la capacidad para superar el intelectualismo judío y las ideas decadentes liberales asociadas en la vida espiritual alemana.
11. Exigimos la selección de estudiantes y profesores según la seguridad de su pensamiento en el espíritu alemán.
12. Exigimos que la educación superior alemana sea un baluarte de las tradiciones y un campo de batalla para la fuerza del espíritu alemán.

Los «comités de lucha» locales fueron las puntas de lanza de las asociaciones de estudiantes contra el «intelectualismo judío». El director del Kampfausschusses wider den undeutschen Geist («Comité de lucha contra el espíritu antialemán») nacional era Paul Karl Schmidt, que en la posguerra se haría famoso bajo el seudónimo Paul Carell. Schmidt firmaba el cartel y las doce tesis como responsable y con ello consiguió facilitar su puesto como jefe de prensa del Ministerio de Exteriores nazi, escribiendo propaganda de guerra antijudía. Tras la guerra, Schmidt, bajo su seudónimo Carell, tuvo una exitosa carrera como periodista y ensayista.

#### Servicio de artículos
De forma paralela a los carteles, se creó un llamado «servicio de artículos» que debía proveer declaraciones de apoyo de artistas e intelectuales nacionalistas, a través de los cuales el público se iría mentalizando. Se pidió a 66 escritores, de los que la asociación conocía su «poción frente a la literatura alemana», que ofreciesen un ensayo que sería distribuido a través del DSt en la prensa, entre los que se encontraban Werner Bergengruen, Richard Billinger, Paul Ernst, Max Halbe, Karl Jaspers y Julius Streicher. El éxito de la acción fue mínimo. La mayoría de los autores que recibieron la petición no contestaron, ni siquiera Alfred Rosenberg, al que se había pedido en una carta ex profeso la participación. Numerosos autores señalaron el corto plazo y ofrecieron textos ya publicados para su reedición, como fue el caso de Erwin Guido Kolbenheyer. Finalmente solo se pudieron publicar cuatro colaboraciones, las de Herbert Böhme, Will Vesper, Alfred Baeumler y Kurt Herwarth Ball (véase también la sección «Artículos periodísticos»).

#### Boicot a los docentes
El 19 de abril le siguió un llamamiento de la dirección del DSt a realizar una nueva acción en la lucha «contra los docentes universitarios que para nosotros son ineptos». El lema era el siguiente: «El estado ha sido conquistado. ¡La universidad todavía no! La SA de la mente es llamada a filas. ¡Arriba la bandera!» Los estudiantes fueron conminados a denunciar a docentes que debían abandonar su puesto de trabajo de acuerdo a nueva Ley alemana para la restauración de la función pública del 7 de abril de 1933, escribiendo declaraciones juradas y buscando material comprometedor en las clases magistrales o en libros recomendados. Al grupo de docentes afectados pertenecían judíos, miembros del Partido Comunista de Alemania o del Reichsbanner Schwarz-Rot-Gold, aunque según la interpretación del DSt, también afectaba a aquellos que «hayan insultado al Führer de la nación, al Movimiento de alzamiento nacional o a los soldados en el frente», así como a los profesores cuyo «método científico [correspondiese] a sus puntos de vista liberales o especialmente los pacifistas». También los profesores con una «posición política irreprochable» deberían ser denunciados a la dirección del DSt si solo mostraban «un talento mediocre». Casi todas las universidades participaron en la acción y los catedráticos, decanos y rectores la apoyaron. Hubo ataques organizados contra docentes, trabajadores de la administración y estudiantes judíos, clases fueron interrumpidas y boicoteadas, a profesores judíos se les impidió llegar a sus puestos de trabajo.
La caza de brujas llegó hasta tal punto, que en las universidades de Königsberg, Rostock, Erlangen, Münster y Dresde se colocaron «picotas» de dos metros de alto en las que se colocaron los nombres de profesores y obras literarias considerados enemigos:

Wir werden an allen Hochschulen einen Schandpfahl errichten. Einen klobigen Baumstamm, etwas über mannshoch, auf Hochschulgebiet. An den Schandpfahl werden wir die Erzeugnisse derer nageln, die nicht unseres Geistes sind. Und wir werden diesen Schandpfahl für alle Zeiten stehen lassen. Solange wir ihn brauchen. Heute für die Schriftsteller, morgen für die Professoren. Im Ganzen immer bereit für die, die es nicht begreifen wollen oder nie begreifen können. Der Schandpfahl soll etwa am 3. Mai in den Hochschulen zur Aufstellung gelangen.
Erigiremos una picota en todas las universidades. Un tronco basto, algo más alto que una persona, en el terreno de la universidad. En la picota clavaremos el producto de aquellos que no son de nuestro espíritu. Y dejaremos en pie esa picota por todos los tiempos. Mientras la necesitemos. Hoy para los escritores, mañana para los profesores. En general siempre dispuesta para aquellos que no quieren entender o jamás puedan llegar a entender. La picota deberá llegar el 3 de mayo a las universidades para ser erigida.
Op.cit. Strätz (1968)

La asociación de estudiantes de la Universidad de Rostock informó que el 5 de mayo habían realizado una gran fiesta «con erección de la picota», en la que «se clavaron con resistentes clavos de cuatro pulgadas ocho de las peores obras literarias: Magnus Hirschfeld, Tucholsky, Stephan Zweig, Lion Feuchtwanger, Wikki [sic!] Baum, Remarque, Emil Ludwig y die Weltbühne».

#### Recogida de libros

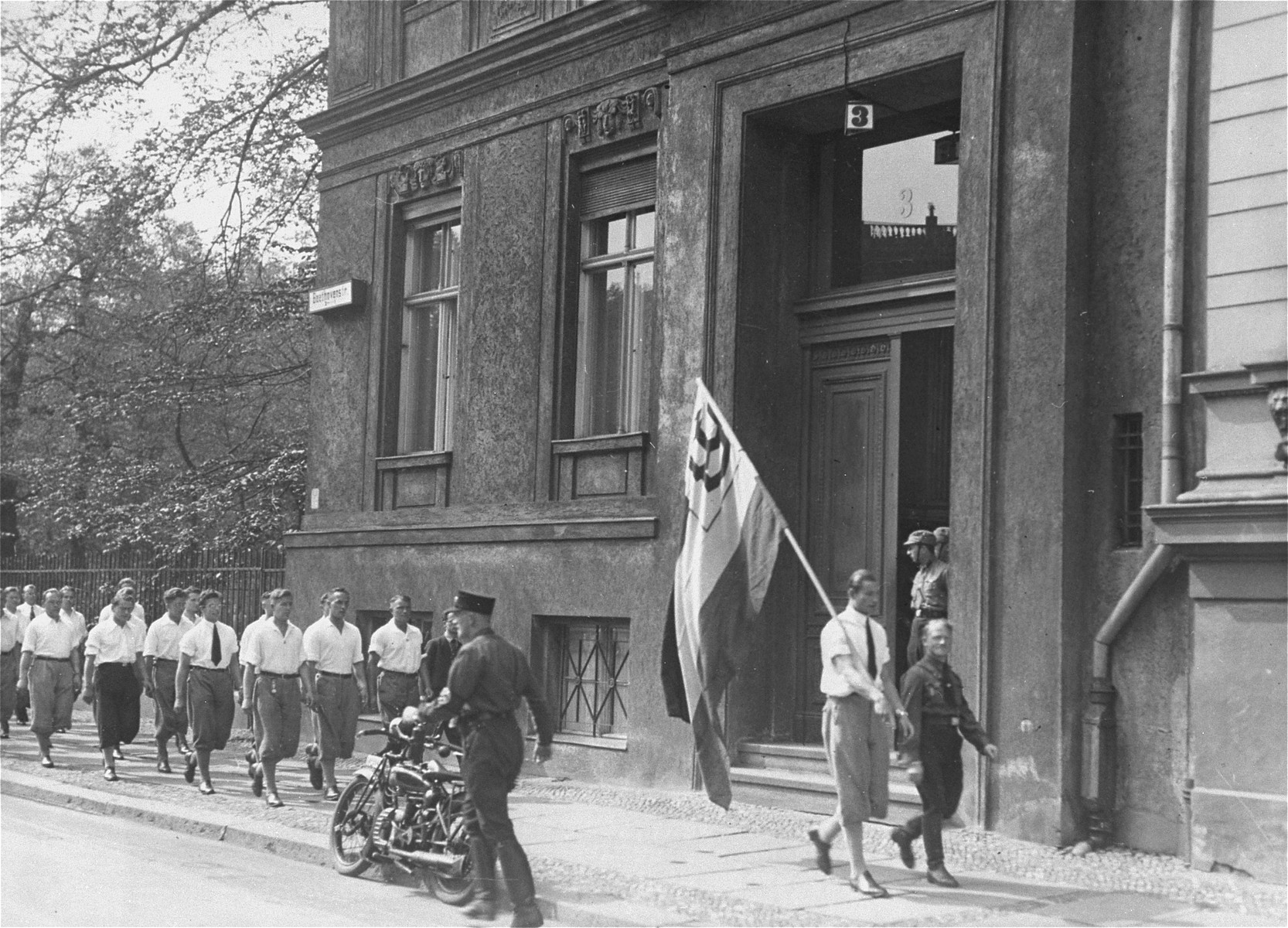
Estudiantes marchan por delante del Institut für Sexualwissenschaft en Berlín antes del saqueo del 6 de mayo de 1933.

La segunda fase de la «campaña de formación» comenzó el 26 de abril de 1933 con la recogida de «literatura decadente». Cada estudiante debía limpiar de libros «perjudiciales» su biblioteca propia y luego la de sus conocidos, para más tarde repasar las bibliotecas de universidades e institutos. También se revisaron las bibliotecas públicas y las librerías buscando literatura «digna de ser quemada». Las bibliotecas locales y populares fueron conminadas a «limpiar» ellas mismas sus fondos bibliográficos y a entregar luego los libros voluntariamente. Los estudiantes encontraron apoyo en sus profesores y rectores, que luego no solo aparecerían para las hogueras, sino que también colaboraron en los comités de lucha que seleccionaban los materiales que debían ser quemados. La base para la selección de los libros la formaban las «listas negras» del bibliotecario Wolfgang Herrmann, de 29 años.
También la industria del libro y las bibliotecas apoyaron activamente la acción estudiantil. La dirección de la «Asociación de los bibliotecarios populares alemanes» y el Börsenblatt des deutschen Buchhandels (la revista de la industria del libro) repartieron listas comentadas de libros prohibidos, los bibliotecarios señalaban en sus aclaraciones que la literatura que iba a ser destruida era principalmente de origen judío. Aquellas instituciones perjudicados por el material requisado no se defendieron, las librerías incluso fueron conminadas a firmar una declaración:

Hiermit versichere ich, dass ich die in der mir zugeschickten, Schwarzen Liste' veröffentlichten Bücher aus meiner Leihbücherei entfernen und nicht mehr ausleihen werde. Mir ist bekannt, dass ein weiteres Ausleihen dieser Bücher gerichtliche Strafen nach sich zieht.
Con esta firma aseguro que he retirado los libros publicados en la lista negra que me ha sido enviada y que no los volveré a prestar. Tengo conocimiento de que un préstamo de estos libros conlleva un castigo judicial.

El 6 de mayo, con el saqueo de bibliotecas y librerías en todo el país, empezó la fase final de la «Acción contra el espíritu antialemán». Los libros marcados fueron reunidos y transportados por tropas de asalto de estudiantes. En Berlín asaltaron los estudiantes de la Escuela Superior de Deporte y los de Veterinaria el Institut für Sexualwissenschaft de Magnus Hirschfeld en el barrio de Tiergarten y saquearon la biblioteca con sus más de diez mil volúmenes. Hirschfeld mismo vio la destrucción de su obra vital en las noticias, en un cine de París.

#### Proclamas del fuego
Al cartel y la recogida de libros debía seguir como tercer paso la «ejecución del espíritu maligno», tal como lo había anunciado al principio de la acción la «Oficina principal para formación y propaganda» del Deutsche Studentenschaft: «El 10 de mayo de 1933, en todas las universidades se entregarán los escritos degenerados a las llamas». Los estudiantes veían en la quema de libros un acto simbólico: así como en la antigüedad se le daba al fuego una función purificante y sanadora, así debía destacarse «que en Alemania la nación se ha purificado por dentro y por fuera» (Joseph Goebbels en su discurso en la plaza de la Ópera el 10 de marzo de 1933).
Para ello se envió una circular el 9 de mayo a las diferentes asociaciones locales en la que se escribieron los llamados «Feuersprüche» («Proclamas del fuego»), que debían dar una unidad de fondo simbólica a la quema de libros del día siguiente. Esta serie de proclamas predeterminadas debían sonar en todo en país cuando un representante de los estudiantes echara al fuego de forma ejemplar las obras de los literatos de escoria y suciedad («Schund- und Schmutzliteraten»). Así se enfatizaba la acción simbólica de la quema de libros y se le daba el carácter de un ritual. La circular estaba firmada por Gerhard Krüger del DSt y el director de la oficina principal Hans Karl Leistritz:

Als Grundlage für die symbolische Handlung im Verbrennungsakt ist die im folgenden gegebene Aufstellung zu benutzen und möglichst wörtlich der Rede des studentischen Vertreters zugrunde zu legen. Da es praktisch in den meisten Fällen nicht möglich sein wird, die gesamten Bücher zu verbrennen, dürfte eine Beschränkung auf das Hineinwerfen der in der folgenden Aufstellung angegebenen Schriften zweckmässig sein. Es wird dadurch nicht ausgeschlossen, dass trotzdem ein grosser Haufen Bücher verbrannt wird. Die örtlichen Veranstalter haben dabei jegliche Freiheit.
1. Rufer: Gegen Klassenkampf und Materialismus, für Volksgemeinschaft und idealistische Lebenshaltung!
Ich übergebe der Flamme die Schriften von Marx und Kautsky.

2. Rufer: Gegen Dekadenz und moralischen Zerfall! Für Zucht und Sitte in Familie und Staat!
Ich übergebe der Flamme die Schriften von Heinrich Mann, Ernst Glaeser und Erich Kästner.
3. Rufer: Gegen Gesinnungslumperei und politischen Verrat, für Hingabe an Volk und Staat!
 Ich übergebe der Flamme die Schriften von Friedrich Wilhelm Foerster.
4. Rufer: Gegen seelenzerfasernde Überschätzung des Trieblebens, für den Adel der menschlichen Seele!
 Ich übergebe der Flamme die Schriften von Sigmund Freud.
5. Rufer: Gegen Verfälschung unserer Geschichte und Herabwürdigung ihrer großen Gestalten, für Ehrfurcht vor unserer Vergangenheit!
 Ich übergebe der Flamme die Schriften von Emil Ludwig und Werner Hegemann.
6. Rufer: Gegen volksfremden Journalismus demokratisch-jüdischer Prägung, für verantwortungsbewusste Mitarbeit am Werk des nationalen Aufbaus!
 Ich übergebe der Flamme die Schriften von Theodor Wolff und Georg Bernhard.
7. Rufer: Gegen literarischen Verrat am Soldaten des Weltkriegs, für Erziehung des Volkes im Geist der Wehrhaftigkeit!
 Ich übergebe der Flamme die Schriften von Erich Maria Remarque.
8. Rufer: Gegen dünkelhafte Verhunzung der deutschen Sprache, für Pflege des kostbarsten Gutes unseres Volkes!
 Ich übergebe der Flamme die Schriften von Alfred Kerr.
9. Rufer: Gegen Frechheit und Anmaßung, für Achtung und Ehrfurcht vor dem unsterblichen deutschen Volksgeist!
 Verschlinge, Flamme, auch die Schriften von Tucholsky und Ossietzky!
Como fundamento del acto simbólico de la quema, se deberá usar la siguiente lista y deberá servir de forma lo más literal posible de base para el representante de los estudiante. Ya que de forma práctica no será posible en la mayoría de los casos quemar todos los libros, será conveniente una reducción a la quema de los textos listados a continuación. No por ello debería evitarse que a pesar de todo se queme un gran montón de libros. Los organizadores locales tienen todas las libertades en este caso.

1ª proclama: ¡Contra la lucha de clases y el materialismo, por la unidad del pueblo y una actitud idealista!
Entrego a las llamas los escritos de Marx y Kautsky.
2ª proclama: ¡Contra la decadencia y la ruina moral! ¡Por la disciplina y la moralidad en la familia y el estado!
Entrego a las llamas los escritos de Heinrich Mann, Ernst Glaeser y Erich Kästner.
3ª proclama: ¡Contra los bajos ideales y la traición política, por una entrega al pueblo y al estado!
Entrego a las llamas los escritos de Friedrich Wilhelm Foerster.
4ª proclama: ¡Contra el destructivo exceso de valor de la carnalidad, por la nobleza del alma humana!
Entrego a las llamas los escritos de Sigmund Freud.
5ª proclama: ¡Contra la falsificación de nuestra historia y la degradación de sus grandes personalidades, por la devoción a nuestro pasado!
Entrego a las llamas los escritos de Emil Ludwig y Werner Hegemann.
6ª proclama: ¡Contra el periodismo extraño al pueblo y de carácter domocrático-judío, por la colaboración responsable en la obra de la construcción nacional!
Entrego a las llamas los escritos de Theodor Wolff y Georg Bernhard.
7ª proclama: ¡Contra la traición literaria a los soldados de la Gran Guerra, por la educación del pueblo dentro del espíritu militar!
Entrego a las llamas los escritos de Erich Maria Remarque.
8ª proclama: ¡Contra la petulante adulteración de la lengua alemana, por el cuidado del más precioso bien de nuestro pueblo!
Entrego a las llamas los escritos de Alfred Kerr.
9ª proclama: ¡Contra el descaro y la arrogancia, por el respeto y la devoción al inmortal espíritu del pueblo alemán!
¡Engulle, llama, también las obras de Tucholsky y Ossietzky!

Fuente: Neuköllner Tageblatt, viernes, 12 de mayo de 1933, Nr. 111

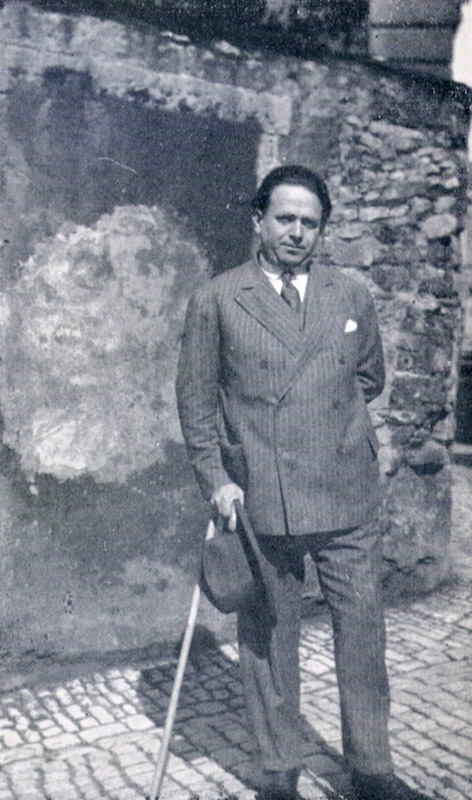
Tucholsky en París, en 1928.
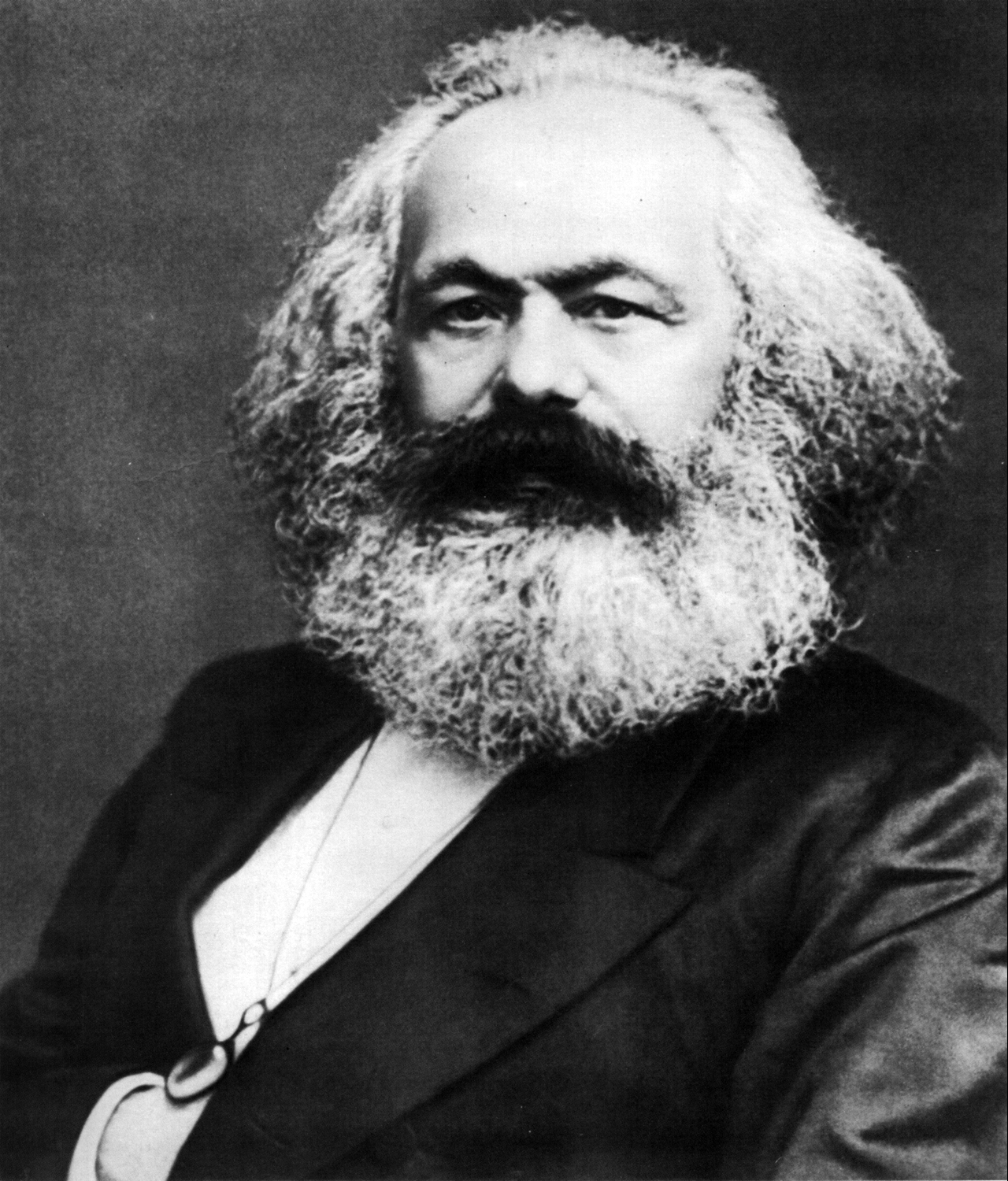
Karl Marx.
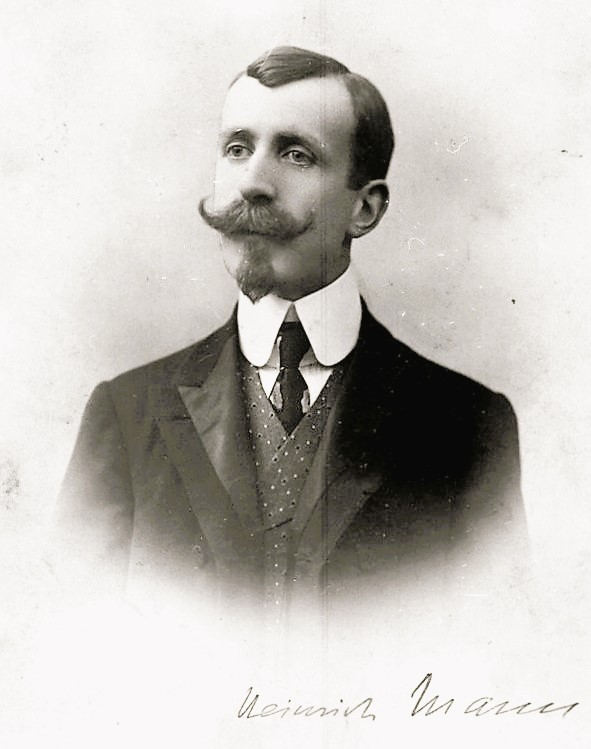
Heinrich Mann.
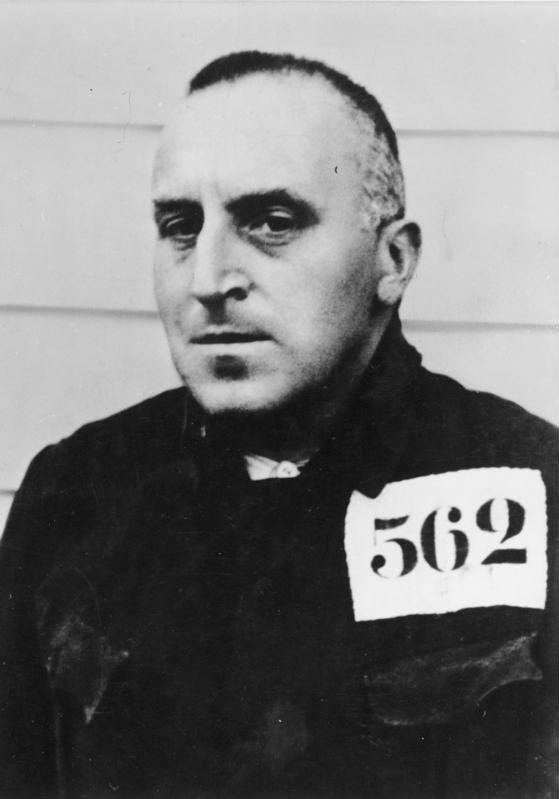
Carl von Ossietzky, prisionero en el Campo de concentración de Esterwegen (1934).
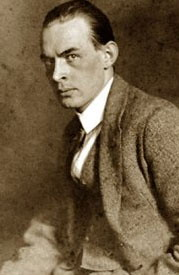
Erich Maria Remarque.

En la retransmisión radiofónica desde la plaza de la Ópera de Berlín, se oyen pequeñas variaciones del texto, así la última proclama en vez de «llama» se usa la palabra «fuego». Karl Marx es nombrado con el nombre de pila, Sigmund Freud es calificado como «destructor del alma» y quemado con los «escritos de la escuela de Sigmund Freud» y Emil Ludwig es llamado con gran júbilo «Emil Ludwig Kohn».

### Quema de libros
El 10 de mayo de 1933 había sido planeado como el punto álgido de la «Acción contra el espíritu antialemán». Todo debía realizarse con precisión militar, se envió un programa detallado a las asociaciones de estudiantes locales: entre las 20:30 y las 22:00 una proclama del DSt en el auditorio de la universidad respectiva debía inaugurar la Acción y tras la llegada de la oscuridad, una marcha de antorchas debía llevar los libros hasta el lugar en que se harían las hogueras, donde el acto debía terminar entre las 23:00 y las 24:00 con la quema propiamente dicha. Las asociaciones de estudiantes fueron exhortadas a seguir este plan con la mayor exactitud posible y a realizar las acciones de la forma más suntuosa posible, ya que entre las 23:00 y las 24:00 la radio Deutsche Welle tenía previsto un reportaje con conexiones locales. La lectura literal de las proclamas del fuego era obligatoria. En todas las ciudades ya se habían montado piras durante el día, ante las que se iban a dar discursos a los participantes, leídos en su mayoría por catedráticos de la universidad respectiva. En Berlín habló además el ministro de propaganda Joseph Goebbels, que así le daba a la acción un aire oficial.

#### 10 de mayo de 1933 en Berlín

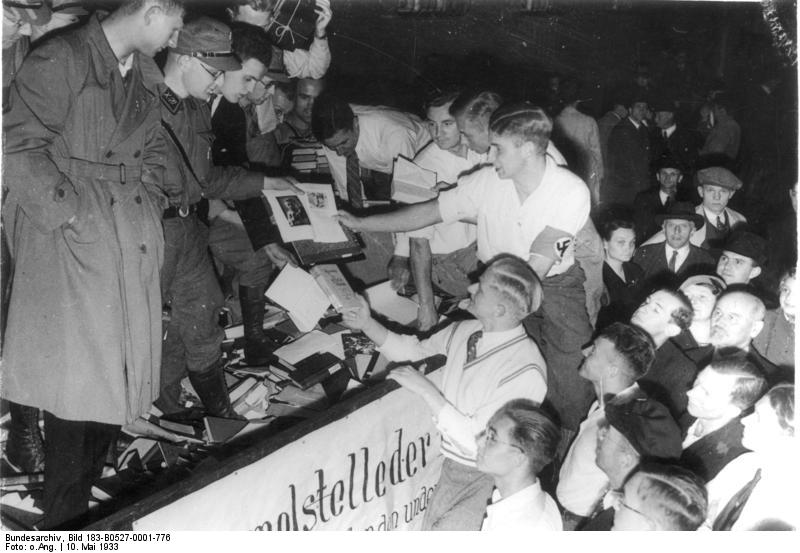
Los libros secuestrados son amontonados en una camioneta y conducidos a la plaza de la Ópera de Berlín, foto del Archivo Federal de Alemania.

Tras la clase magistral de Alfred Baeumler, que como catedrático de Filosofía y Pedagogía política en la capital había sido convocado, se formó la marcha de antorchas en la plaza de Hegel, detrás de la Universidad Humboldt de Berlín, para recorrer su camino a lo largo de la Isla de los Museos, hasta la residencia de estudiantes en la calle Oranienburg, donde esperaban las camionetas que cargaban unos 25 000 libros. Fritz Hippler, el director de la asociación de estudiantes nazis de Brandeburgo y más tarde productor de la película de propaganda antisemita El judío eterno (1940), realizó un discurso incendiario hasta que hacia las 22:00 la manifestación se dirigió bajo una lluvia torrencial, acompañados de una banda de música de las SA, en dirección del Königsplatz, delante del Reichstag. El destrozado busto de Magnus Hirschfeld, ensartado en un palo, acompañaba el desfile. Rodeados de miles de mirones, la comitiva de estudiantes nazis, miembros de Studentenverbindung en traje típico, catedráticos en traje talar, federaciones de las SA, las SS y de las Juventudes Hitlerianas, escoltados por la policía montada, pasaba por debajo de la Puerta de Brandeburgo y a lo largo de Unter den Linden, hasta llegar a la plaza de la Ópera, al lado de la Ópera. Orquestas de las SA y las SS tocaban música de marcha y patriótica; la plaza al completo estaba iluminada por los focos de las noticias de la televisión.
Debido a que la pira no pudo ser encendida, a causa de la lluvia torrencial, los bomberos ayudaron con bidones de gasolina. Tras el discurso del líder de los estudiantes, Herbert Gutjahr, que terminaba con las palabras «Hemos dirigido nuestras acciones contra el espíritu antialemán. ¡Entrego todo lo anti-alemán al fuego!», nueve representantes electos de los estudiantes echaban los primeros libros al fuego, mientras recitaban las proclamas. Seguidamente, con gran regocijo de los estudiantes y del público, se echaron al fuego el resto de los libros, formándose una cadena de manos que transportaba los libros desde las furgonetas hasta la pira, en la que acabaron libros «antialemanes» de Karl Marx, Heinrich Heine, Kurt Tucholsky, Sigmund Freud y un total de 94 autores. Muchos de los autores repudiados vivos ya estaban exiliados en el extranjero en ese momento; Erich Kästner era el único que se encontraba entre los mirones y tuvo que oír como también mencionaban su nombre.
Unas 70 000 tomaron parte en la Acción. Hacia medianoche apareció el ministro de propaganda, Joseph Goebbels, doctorado el Germanística, y realizó su discurso, tras el que ya no quedaban de los libros más que un montón de cenizas humeantes. Con el canto del Horst-Wessel-Lied se dio fin al espectáculo.
La retransmisión del Deutschlandsender desde la plaza de la Ópera de Berlín ha sido conservada.

#### Las ciudades universitarias

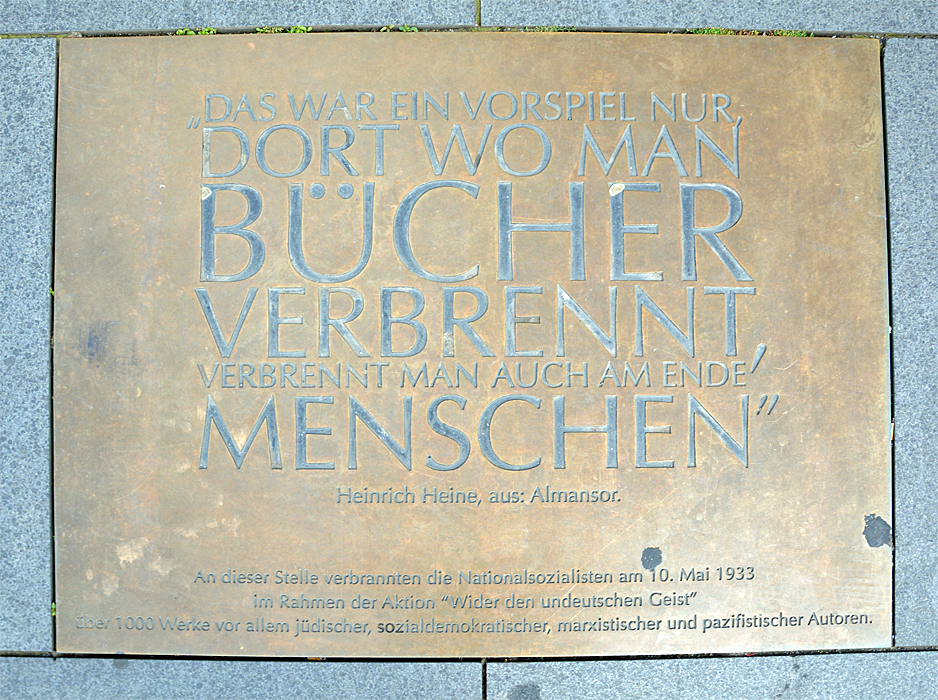
Placa recordatoria en el Schlossplatz en Brunswick. La placa cita una frase de Heinrich Heine en su obra Almansor: «Das war ein Vorspiel nur, dort wo man Bücher verbrennt, verbrennt man auch am Ende Menschen» («Eso solo fue un preludio, ahí donde se queman libros se terminan quemando personas»).

A la vez que en Berlín, el 10 de mayo de 1933 también se realizaron cremaciones de libros en veintiún otras ciudades universitarias: Bonn, Brunswick, Brema, Breslavia, Dortmund, Dresde, Fráncfort del Meno, Gotinga, Greifswald, Hannover, Hannoversch Münden, Kiel, Königsberg, Landau, Marburgo, Múnich, Münster, Núremberg, Rostock, Worms y Wurzburgo. Debido a que el 10 de mayo hubo lluvias torrenciales en diversos lugares, en algunas ciudades se retrasó el acto; hasta el 19 de mayo se realizaron otras ocho quemas de libros: el 12 de mayo en Erlangen y Halle, el 15 de mayo en Hamburgo, el 17 de mayo en Heidelberg y Colonia y el 19 de mayo en Mannheim y Kassel (con 30 000 participantes).
La cremación pública planeada para el 10 de mayo en Friburgo fue cancelada inicialmente por razones desconocidas, pero se buscó una fecha alternativa para una quema «simbólica» más pequeña con las asociaciones juveniles y los estudiantes en el estadio deportivo de la universidad para el 21 de junio; después de que la convocatoria también tuviese que anularse por causa del mal tiempo, se planeó realizarla el 24 de junio durante la fiesta del solsticio nazi, junto con la asociación de estudiantes de Friburgo. Durante el acto, el filósofo Martin Heidegger, en aquel momento rector de la Universidad de Friburgo, realizó un discurso:

... Flamme künde uns, leuchte uns, zeige uns den Weg, von dem es kein Zurück mehr gibt! Flammen zündet, Herzen brennt!
¡...Llama anuncia nos, ilumina nos, muestra nos el camino del que ya no hay vuelta! ¡Llamas encended, corazones arded!
Badische Zeitung, 21 de agosto de 2013, Heiko Wegmann

La última quema de libros se realizó el 21 de junio en Darmstadt, mientras que la primera ya había ocurrido el 8 de mayo en Giessen. Para las ciudades universitarias de Stuttgart y Tubinga, así como en Singen, el comisario para la asociación de estudiantes de Wurtemberg, el escritor Gerhard Schumann, prohibió la acción y mantuvo la prohibición a pesar de las protestas que algunos estudiantes realizaron desde Berlín. La asociación de estudiantes de Danzig informó que, debido a la situación política de la ciudad que se encontraba bajo administración de la Sociedad de Naciones, no era posible realizar el acto.
En Múnich se realizaron dos quemas de libros, una organizada por las Juventudes hitlerianas el 6 de mayo de 1933, ya que la dirección de la Juventudes había ordenado a sus fracciones «en todos los lugares [...] una quema de todos los libros y escritos marxistas y pacifistas», y otra el 10 de mayo, en la que participaron 50 000 mirones en la Königsplatz. Todas las cadenas de radio bávaras informaron sobre el acontecimiento.
La quema de libros misma había sido organizada por el Deutsche Studentenschaft, la federación de los Allgemeiner Studierendenausschuss, la junta directiva y la agencia externa que representa al cuerpo de estudiantes (constituido), y el Nationalsozialistischer Deutscher Studentenbund (NSDStB), la federación de estudiantes nazis, y se realizó con el permiso implícito de las autoridades, siendo incluso acompañados y asesorados por la policía y los bomberos. Innumerables catedráticos y profesores participaron en los actos y aparecieron ante las piras en sus togas oficiales, para realizar sus discursos, así el filósofo Alfred Baeumler en Berlín, el germanista Hans Naumann en Bonn y los germanistas Friedrich Neumann y Gerhard Fricke en Gotinga. En Dresde fue Will Vesper quien realizó el alegato. En Greifswald se incluyó la quema de libros en la «Acción a favor del espíritu alemán» que había organizado durante varias semanas el NSDStB local. Bajo la dirección festiva de Wolfgang Stammler y Hans Wilhelm Hagen, los doctorandos de Greifswald publicaban en los periódicos de Pomerania comparaciones entre la literatura «alemana» y la «antialemana». En Fráncfort fueron unas 15 000 personas las que se reunieron en el Römerberg, la plaza del mercado, muchos de ellos estudiantes en el uniforme de las SA, pero también profesores y catedráticos vestidos con togas y birretes. Los libros se llevaron en un carro de bueyes a la pira, una horquilla de estiércol clavada en su medio, para dejar claro que se trataba de un carro cargado de fiemo. El discurso de Fráncfort lo realizó el capellán universitario Otto Fricke. En algunos lugares, los estudiantes quemaron además de libros, banderas, así en Hamburgo se quemó la bandera del Roter Frontkämpferbund y en Mannheim y Königsberg la bandera de la República de Weimar.
Tras la anexión de Austria en marzo de 1938, el 30 de abril de 1938 también se realizaron quemas de libros en el Residenzplatz de Salzburgo, organizadas por la asociación nazi de profesores, bajo el patronazgo de Karl Springenschmid, el «Goebbels de Salzburgo». En esa cremación cayeron víctimas 1 200 libros de autores clericales y judíos, entre ellos, las obras de Stefan Zweig y la monografía sobre Max Reinhardt de Siegfried Jacobsohn, durante cuya quema se gritó: «Quiera el fuego devorar también la ignominia y la vergüenza que ocurrió por esta chusma en esta ciudad alemana. ¡Libre y alemana sea la ciudad de Mozart!».

#### Otras acciones
Quemas de libros no realizadas por estudiantes ya las había habido durante el terror nazi que las SA y SS extendieron después de las elecciones de 1933 por diversas ciudades. Así hubo piras en Dresde (8 de marzo), Brunswick (9 de marzo), Wurzburgo (10 de marzo), Heidelberg (12 de marzo), Kaiserslautern (26 de marzo), Münster (31 de marzo), Wuppertal (1 de abril), Leipzig (1 de abril y 2 de mayo), Dusseldorf (11 de abril) y Coburgo (7 de mayo), en donde a menudo se asaltaba y saqueaba las sedes de la oposición restante, como editoriales de partidos democráticos o sindicatos, para conseguir material combustible, aunque también se quemaban obras de autores individuales, como Sin novedad en el frente de Erich Maria Remarque. En el asalto a la casa del pueblo socialdemócrata de Brunswick hubo un muerto. De esas quemas de libros surgió el impulso de las acciones posteriores de los estudiantes.
Otras quemas de libros que imitaron las de los estudiantes se realizaron tras el 10 de mayo de 1933, entre otras, el 13 de mayo en Neustrelitz, el 14 de mayo en Neustadt an der Weinstraße, el 22 de mayo en Offenbach del Meno y en Potsdam, el 30 de mayo otra vez en Hamburgo (organizado por las Juventudes Hitlerianas y la Liga de Muchachas Alemanas), el 31 de mayo en Nuevo Brandeburgo, el 17 de junio en Heidelberg, Karlsruhe, Offenburg y Pforzheim, el 21 de junio en Essen, Darmstadt y Weimar, y el 23 de junio en Maguncia. La última acción este tipo se realizó el 26 de agosto en Jena. Entre el 21 y el 34 de agosto se destruyeron en Magdeburgo con fuego 65 toneladas de biblias y otros impresos de los Testigos de Jehová, aunque esta acción no estuvo relacionada con las de los estudiantes. El número exacto de lugares en los que se destruyeron libros no es conocido, debido a las numerosas acciones de imitación menores posteriores, pero solo para el año 1933 se han documentado unas setenta quemas de libros en todo el país.
En marzo de 1938, la sección mexicana del partido nazi organizó en la Ciudad de México una «fiesta por el éxito de la anexión» de Austria, a la que siguió también una pequeña quema de libros. Ese mismo año se realizaron quemas en muchas ciudades y pueblos, por ejemplo en Hagenbach, Karlstadt y Steinach, quema de los libros de las comunidades judías. En 1941 todavía se realizaron en Alsacia, en el marco de una acción de «desromanización», varias quemas de libros.

#### Lugares en los que se quemaron libros

##### Piras anteriores al 10 de mayo no realizadas por estudiantes
- Berlín: 15 de marzo
- Brunswick: 9 de marzo, delante del Volksfreundhaus socialdemócrata.
- Coburgo: 7 de mayo, Schloßplatz (en el «Ehrentag der deutschen Jugend», día de honor de la juventud alemana).
- Dresde: 7 de marzo, Neue Meißner Straße (librería popular).
  - 8 de marzo, Wettiner Platz.
- Dusseldorf: 11 de abril, Planetarium (hoy Tonhalle).
- Heidelberg: 12 de marzo, delante de la casa de los sindicatos.
- Kaiserslautern: 26 de marzo, Schillerplatz.
- Leipzig: 1 de abril.
  - 2 de mayo, Volkshaus y algo más tarde en el kleiner Meßplatz.
- Múnich: 6 de mayo, por las juventudes hitlerianas en el «Tag der bayerischen Jugend», día de la juventud bávara.
- Münster: 31 de marzo de 1933.
- Rosenheim: 7 de mayo, Max-Josefs-Platz (por las juventudes hitlerianas, la Liga de Muchachas Alemanas y el Jungvolk).
- Schleswig: 23 de abril, Stadtfeld.
- Espira: 6 de mayo, en el Alter Markt, en frente del ayuntamiento (acción en el marco del «Tag der bayerischen Jugend»).
- Wurzburgo: 10 de marzo.
- Wuppertal: 1 de abril, Rathausvorplatz en Barmen y en Brausenwerth en Elberfeld (realizado por escolares acompañados de sus profesores).

##### Quema de libros dentro del programaAcción contra el espíritu antialemán(ACEAA) o en su imitación, 1933
| - Bad Kreuznach: 10 de mayo, Kornmarkt. - Bamberga: 1 de julio, Hauptkampfbahn del Volkspark. - Bautzen: 9 de agosto, cantera en la calle Löbauer. - Bergedorf en Hamburgo: 24 de junio, dentro de la fiesta del equinoccio. - Berlín: 10 de mayo, Opernplatz (ACEAA). - Bonn: 10 de mayo, Marktplatz (ACEAA). - Brunswick: 10 de mayo, Schloßplatz (ACEAA). - Brema: 10 de mayo, Nordstraße (ACEAA). - Breslau: 10 de mayo, Schloßplatz (ACEAA). - Cléveris: 19 de mayo, patio del Staatliches Gymnasium Römerstraße. - Colonia: 17 de mayo, Monumento a las caídos de la universidad (ACEAA). - Darmstadt: 21 de junio, Mercksplatz (ACEAA). - Dortmund: 10 de mayo, Hansaplatz (ACEAA). - Dresde: 10 de mayo, an der Bismarcksäule (ACEAA). - Dusseldorf: 11 de mayo, Marktplatz. - Erlangen: 12 de mayo, Schloßplatz (ACEAA). - Eutin: 24 de junio. - Essen: 21 de junio, Gerlingplatz. - Flensburgo: 30 de mayo, Exe. - Frankfurt am Main: 10 de mayo, Römer(berg) (ACEAA). - Friburgo de Brisgovia: gran hoguera de libros el 17 de junio en el Exerzierplatz; quema simbólica de libros en el estadio de la universidad en una fiesta del equinoccio retrasada, el 24 de junio. (ACEAA). - Giessen: 8 de mayo, pila de la fuente (ACEAA). - Gotinga: 10 de mayo, plaza delante de la Albanischule (en la época, Adolf-Hitler-Platz) (ACEAA). - Greifswald: 10 de mayo, Marktplatz (ACEAA) (aquí en unión con la acción propagandística «Aktion für den deutschen Geist» del grupo NSDStB local). - Halle (Saale): 12 de mayo – Universitätsplatz (ACEAA) - Hamburgo: 15 de mayo, Kaiser-Friedrich-Ufer (ACEAA) - 30 de mayo, Lübeckertorfeld (por las juventudes hitlerianas) - Hamm: 20 de mayo, Großer Exerzierplatz (por las juventudes hitlerianas) - Hannover: 10 de mayo, en la Bismarcksäule. (ACEAA). - Hann. Münden: 10 de mayo, Marktplatz (ACEAA). - Heidelberg: 17 de mayo, Universitätsplatz (ACEAA). - 17 de junio, Jubiläumsplatz. - 16 de julio, Universitätsplatz. | - Heligoland: 18 de mayo, Schulplatz. - Jena: 26. August, Marktplatz. - Karlsruhe: 17 de junio, Schlossplatz. - Kassel: 19 de mayo, Friedrichsplatz (AwuG). - Kiel: 10 de mayo, Wilhelmplatz (ACEAA). - Königsberg: 10 de mayo, Trommelplatz (ACEAA). - Landau: 10 de mayo – Rathausplatz (en la época, Paradeplatz) (ACEAA). - Lübeck: 26 de mayo, am Buniamshof. - Maguncia: 23 de junio, Adolf-Hitler-Platz. - Mannheim: 19 de mayo, Meßplatz/Feuerwache (ACEAA). - Marburgo: 10 de mayo, Kämpfrasen (ACEAA). - Múnich 10 de mayo, Königsplatz (ACEAA). - Münster 10 de mayo, Hindenburgplatz (ACEAA). - Nuevo Brandeburgo: 31 de mayo, Marktplatz. - Neustadt an der Weinstraße: 14 de mayo, Marktplatz. - Neustrelitz: 13 de mayo, Parade- und Exerzierplatz. - Núremberg 10 de mayo, Hauptmarkt (Adolf-Hitler-Platz) (ACEAA). - Offenbach del Meno 22 de mayo, ante la puerta del Palacio de Isenburg. - Offenburg: 17 de junio, Marktplatz. - Pforzheim: 17 de junio, Marktplatz. - Recklinghausen: 14 de julio, Am Neumarkt (en la época, Leo-Schlageter-Platz)/Recklinghausen-Sur. - Ratisbona: 12 de mayo, Neupfarrplatz. - Rendsburg: 9 de octubre, Paradeplatz. - Rostock: 10 de mayo, Blücherplatz (ACEAA). - Schleswig: 23 de junio. - Stuttgart, Tubinga: el director regional del NSDStB Wurtemberg rechazó la quema de libros (ACEAA), pero se realizaron actos propios de las asociaciones de estudiantes locales. - Uetersen: 10 de mayo, Buttermarkt en el ayuntamiento antiguo. - Weimar: 21 de junio, en Niedergrunstedt durante la fiesta del equinoccio del Deutschnationalen Handlungsgehilfenverband. - Wilsdruff: 23 de septiembre, en el Steinbruch Blankenstein, tras la jura de bandera del NS-Jungvolk de Wilsdruff. - Worms: 10 de mayo, plaza delante de los juzgados (ACEAA). - Wurzburgo: 10 de mayo, Residenzplatz (ACEAA). |

## Los autores perseguidos

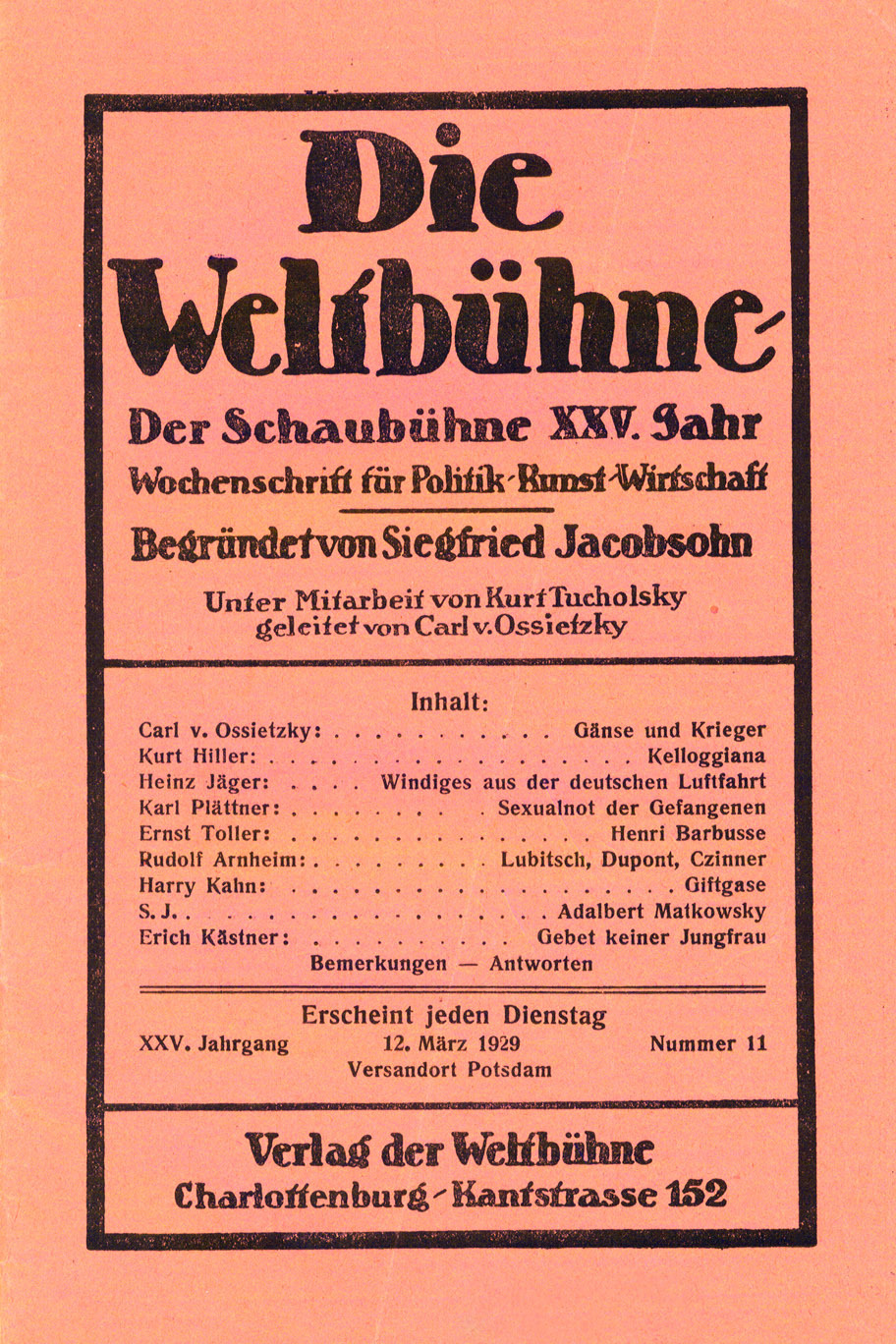
Die Weltbühne del 12 de marzo de 1929, con una colaboración de Kurt Tucholsky, dirigida por Carl von Ossietzky.

Entre los autores prohibidos se pueden contar, entre otros, a Walter Benjamin, Ernst Bloch, Bertolt Brecht, Max Brod, Otto Dix, Alfred Döblin, Albert Einstein, Lion Feuchtwanger, Marieluise Fleißer, Leonhard Frank, Sigmund Freud, Iwan Goll, George Grosz, Jaroslav Hašek, Heinrich Heine, Ödön von Horvath, Heinrich Eduard Jacob, Franz Kafka, Georg Kaiser, Erich Kästner, Alfred Kerr, Egon Erwin Kisch, Siegfried Kracauer, Karl Kraus, Theodor Lessing, Alexander Lernet-Holenia, Karl Liebknecht, Georg Lukács, Rosa Luxemburg, Heinrich Mann, Klaus Mann, Ludwig Marcuse, Karl Marx, Robert Musil, Carl von Ossietzky, Erwin Piscator, Alfred Polgar, Erich Maria Remarque, Ludwig Renn, Joachim Ringelnatz, Joseph Roth, Nelly Sachs, Felix Salten, Anna Seghers, Arthur Schnitzler, Carl Sternheim, Bertha von Suttner, Ernst Toller, Kurt Tucholsky, Jakob Wassermann, Franz Werfel, Grete Weiskopf, Arnold Zweig y Stefan Zweig.
No solo se encontraban autores de lengua alemana en las listas, sino también nombres de autores franceses, como André Gide, Romain Rolland y Henri Barbusse, autores ingleses como Joseph Conrad, Radclyffe Hall, Aldous Huxley, D. H. Lawrence y H. G. Wells; Los escritores irlandeses James Joyce y Oscar Wilde, americanos, como Ernest Hemingway, Upton Sinclair, Jack London y John Dos Passos, y muchos autores soviéticos, como Máximo Gorki, Isaak Bábel, Lenin, León Trotski, Vladímir Mayakovski e Ilyá Ehrenburg.
La persecución de estos autores y sus expresiones orales o escritas, que eran contrarias al punto de vista nazi y que se oponían a la exigida «posición de defensa intelectual», no comenzó con la quema de libros, sino que esta fue el punto álgido de la persecución. Muchos autores, aunque también artistas y científicos, recibieron en consecuencia la prohibición de ejercer su profesión y de publicar sus textos, desaparecieron de las bibliotecas y de los colegios, y fueron destruidos físicamente. Fallecieron en campos de concentración, por las terribles condiciones de vida o ajusticiados —como fue el caso de Carl von Ossietzky, Erich Mühsam, Gertrud Kolmar, Jakob van Hoddis, Paul Kornfeld, Arno Nadel, Georg Hermann, Theodor Wolff, Adam Kuckhoff y Rudolf Hilferding—, perdieron su nacionalidad —como Ernst Toller y Kurt Tucholsky—, tuvieron que huir hacia el exilio —así Walter Mehring y Arnold Zweig— o fueron empujados a la emigración interior, de la que Erich Kästner escribió: «Se es un cadáver viviente». Muchos desesperaron y se suicidaron en el exilio, como Walter Hasenclever, Ernst Weiss, Carl Einstein, Walter Benjamin, Ernst Toller, Stefan Zweig.
Para los escritores que entraban dentro del concepto de los nazis, la persecución de sus colegas significaba la ocupación de los espacios que habían quedado libres. «Ahí salen arrastrándose de todos los agujeros, las pequeñas putas provincianas de la literatura», escribió Kurt Tucholsky en 1933, «finalmente, por fin ha desaparecido la competencia judía – ¡ahora! [...] Biografías de los nuevos héroes. Y entonces: la embriaguez de los Alpes y el Edelweis. El verde de los prados y el surco de la tierra. La corona de flores del terruño y la sangre de mayo –no se lo imagina, nivel cero».

## Testimonios

### Erich Kästner

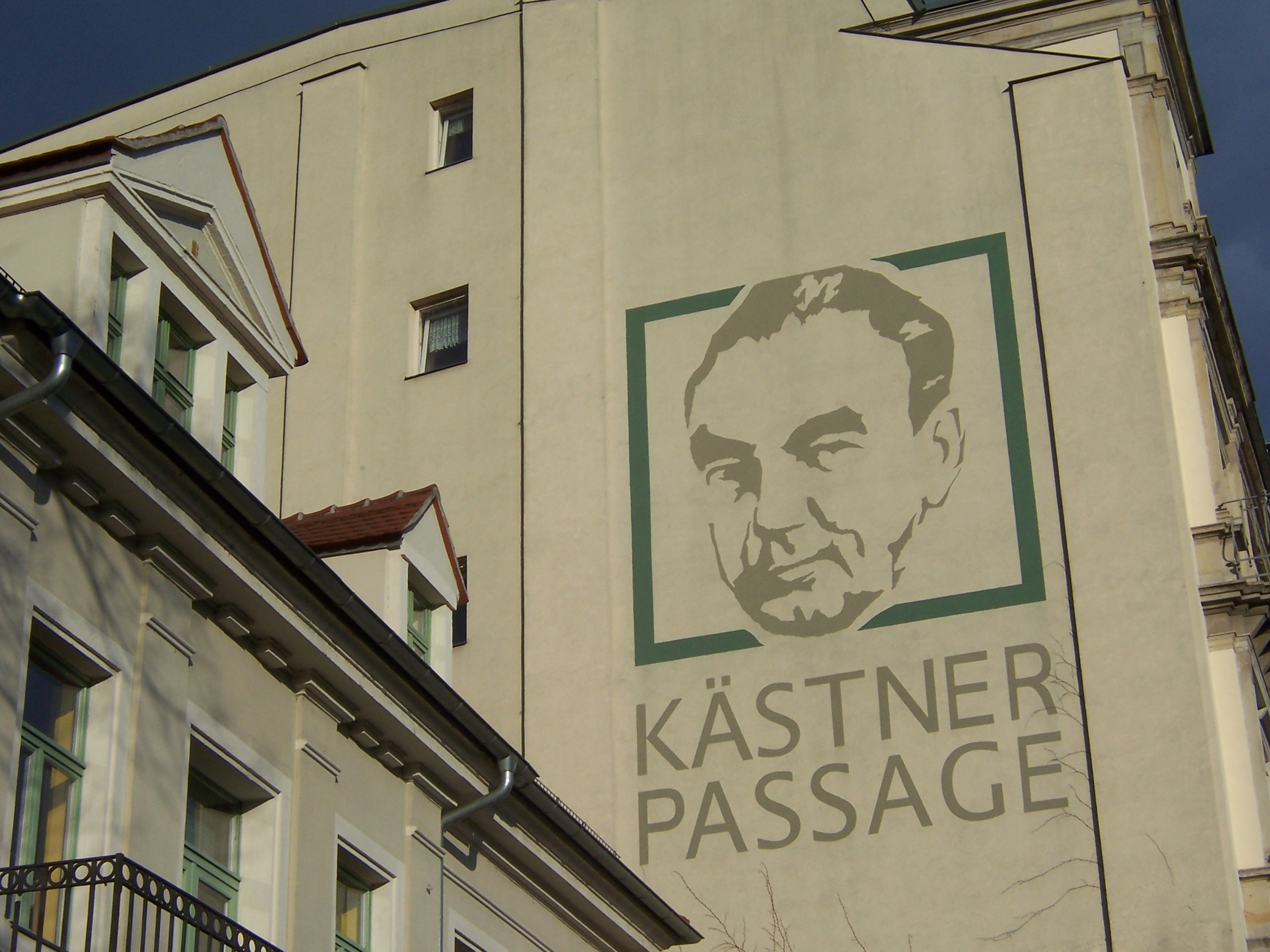
Retrato de Erich Kästner en una casa del Kästner-Passage en Dresde.

Erich Kästner fue testigo de la quema de sus propios libros en la plaza de la Ópera de Berlín y oyó su nombre en la segunda proclama.

Und im Jahre 1933 wurden meine Bücher in Berlin, auf dem großen Platz neben der Staatsoper, von einem gewissen Herrn Goebbels mit düster feierlichem Pomp verbrannt. Vierundzwanzig deutsche Schriftsteller, die symbolisch für immer ausgetilgt werden sollten, rief er triumphierend bei Namen. Ich war der einzige der Vierundzwanzig, der persönlich erschienen war, um dieser theatralischen Frechheit beizuwohnen. Ich stand vor der Universität, eingekeilt zwischen Studenten in SA-Uniform, den Blüten der Nation, sah unsere Bücher in die zuckenden Flammen fliegen und hörte die schmalzigen Tiraden des kleinen abgefeimten Lügners. Begräbniswetter hing über der Stadt. Der Kopf einer zerschlagenen Büste Magnus Hirschfelds stak auf einer langen Stange, die, hoch über der stummen Menschenmenge, hin und her schwankte. Es war widerlich. Plötzlich rief eine schrille Frauenstimme: „Dort steht ja Kästner!“ Eine junge Kabarettistin, die sich mit einem Kollegen durch die Menge zwängte, hatte mich stehen sehen und ihrer Verblüffung übertrieben laut Ausdruck verliehen. Mir wurde unbehaglich zumute. Doch es geschah nichts. (Obwohl in diesen Tagen gerade sehr viel zu geschehen pflegte.) Die Bücher flogen weiter ins Feuer. Die Tiraden des kleinen abgefeimten Lügners ertönten weiterhin. Und die Gesichter der braunen Studentengarde blickten, die Sturmriemen unterm Kinn, unverändert geradeaus, hinüber zu dem Flammenstoß und zu dem psalmodierenden, gestikulierenden Teufelchen. In dem folgenden Jahrdutzend sah ich Bücher von mir nur die wenigen Male, die ich im Ausland war. In Kopenhagen, in Zürich, in London. Es ist ein merkwürdiges Gefühl, ein verbotener Schriftsteller zu sein und seine Bücher nie mehr in den Regalen und Schaufenstern der Buchläden zu sehen. In keiner Stadt des Vaterlands. Nicht einmal in der Heimatstadt. Nicht einmal zu Weihnachten, wenn die Deutschen durch die verschneiten Straßen eilen, um Geschenke zu besorgen.
Y en el año 1933 quemaron mis libros en la gran plaza al lado de la Ópera del Estado, por un tal señor Goebbels con pompa festivo fúnebre. Triunfante llamó por su nombre a veinticuatro escritores alemanes que debían ser simbólicamente obliterados para siempre. Yo fui el único de los veinticuatro que se presentó en persona para asistir a este descaro teatral. Yo estaba delante de la universidad, empotrado entre estudiantes en uniformes de las SA, la élite de la nación, vi como nuestros libros volaban en las temblorosas llamas y oí la empalagosa diatriba del pequeño granuja mentiroso. Un clima de funeral colgaba sobre la ciudad. La cabeza de una busto destrozado de Magnus Hirschfeld estaba clavado en un largo palo que, muy por encima de las cabezas de la enmudecida masa, oscilaba de aquí para allá. Era repugnante. De repente, una voz gritona de mujer chilló: «¡Allí está Kastner!» Una joven cabaretista, que se esforzaba en su paso por entre la masa, me había visto allí de pie y había expresado su sorpresa de forma exageradamente ruidosa. Sentí inquietud. Pero no pasó nada. (A pesar de que en esos días solía pasar mucho.) Los libros seguían volando hacia el fuego. La diatriba del pequeño granuja mentiroso siguió sonando. Y las caras de la guardia marrón de estudiantes, los barbiquejos por debajo de la barbilla, siguieron mirando al frente sin cambio, hacia las llamas y el salmodiante, gesticulante diablillo. En la siguiente docena de años sólo vi libros míos en las contadas ocasiones en las que me encontraba en el extranjero. En Copenague, en Zúrich, en Londres. Es un sentimiento extraño ser un escritor prohibido y ya no ver tus libros en las estanterías y escaparates de las librerías. En ninguna ciudad de la patria. Ni siquiera en la ciudad natal. Ni siquiera para navidad, cuando los alemanes se apresuran por las nevadas calles para comprar regalos.
Erich Kästner, Kennst du das Land, in dem die Kanonen blühen? – Extracto de la introducción «Bei Durchsicht meiner Bücher»

### Oskar Maria Graf

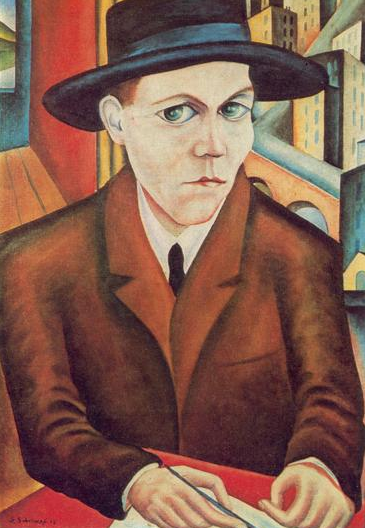
Oskar Maria Graf (1927).

Posteriormente, Oskar Maria Graf exigió la quema de sus libros, ya que para su horror, sus libros no habían sido prohibidos, sino que habían sido recomendados en las «listas blancas» por los nazis. Graf publicó el siguiente llamamiento en el Wiener Arbeiterzeitung («Periódico de los trabajadores de Viena») en 1933:

Wie fast alle links gerichteten, entschieden sozialistischen Geistigen in Deutschland, habe auch ich etliche Segnungen des neuen Regimes zu spüren bekommen: Während meiner zufälligen Abwesenheit aus München erschien die Polizei in meiner dortigen Wohnung, um mich zu verhaften. Sie beschlagnahmte einen großen Teil unwiederbringlicher Manuskripte, mühsam zusammengetragenes Quellenstudien-Material, meine sämtlichen Geschäftspapiere und einen großen Teil meiner Bücher. Das alles harrt nun der wahrscheinlichen Verbrennung. Ich habe also mein Heim, meine Arbeit und – was am Schlimmsten ist – die heimatliche Erde verlassen müssen, um dem Konzentrationslager zu entgehen. Die schönste Überraschung aber ist mir erst jetzt zuteil geworden: Laut ‚Berliner Börsencourier‘ stehe ich auf der ‚weißen Autorenliste‘ des neuen Deutschlands, und alle meine Bücher, mit Ausnahme meines Hauptwerkes ‚Wir sind Gefangene‘, werden empfohlen: Ich bin also dazu berufen, einer der Exponenten des ‚neuen‘ deutschen Geistes zu sein! Vergebens frage ich mich: Womit habe ich diese Schmach verdient? Das ‚Dritte Reich‘ hat fast das ganze deutsche Schrifttum von Bedeutung ausgestoßen, hat sich losgesagt von der wirklichen deutschen Dichtung, hat die größte Zahl seiner wesentlichsten Schriftsteller ins Exil gejagt und das Erscheinen ihrer Werke in Deutschland unmöglich gemacht. Die Ahnungslosigkeit einiger wichtigtuerischer Konjunkturschreiber und der hemmungslose Vandalismus der augenblicklich herrschenden Gewalthaber versuchen all das, was von unserer Dichtung und Kunst Weltgeltung hat, auszurotten und den Begriff ‚deutsch‘ durch engstirnigsten Nationalismus zu ersetzen. Ein Nationalismus, auf dessen Eingebung selbst die geringste freiheitliche Regung unterdrückt wird, ein Nationalismus, auf dessen Befehl alle meine aufrechten sozialistischen Freunde verfolgt, eingekerkert, gefoltert, ermordet oder aus Verzweiflung in den Freitod getrieben werden. Und die Vertreter dieses barbarischen Nationalismus, der mit Deutschsein nichts, aber auch rein gar nichts zu tun hat, unterstehen sich, mich als einen ihrer ‚Geistigen‘ zu beanspruchen, mich auf ihre so genannte ‚weiße Liste‘ zu setzen, die vor dem Weltgewissen nur eine schwarze Liste sein kann! Diese Unehre habe ich nicht verdient! Nach meinem ganzen Leben und nach meinem ganzen Schreiben habe ich das Recht, zu verlangen, dass meine Bücher der reinen Flamme des Scheiterhaufens überantwortet werden und nicht in die blutigen Hände und die verdorbenen Hirne der braunen Mordbande gelangen. Verbrennt die Werke des deutschen Geistes! Er selber wird unauslöschlich sein wie eure Schmach! Alle anständigen Zeitungen werden um Abdruck dieses Protestes ersucht. Oskar Maria Graf
Como casi todos los intelectuales de izquierdas, decididamente socialistas de Alemania, yo también he podido sentir las innumerables bendiciones del régimen: durante mi casual ausencia de Múnich, apareció la policía en mi domicilio de allí para detenerme. Confiscó una gran parte de manuscritos irreemplazables, material trabajosamente reunido de fuentes de estudio, toda mi documentaron financiera y profesional y gran parte de mis libros. Todo ello probablemente destinado a la hoguera. También he tenido que abandonar mi hogar, mi trabajo y –lo que es lo peor– mi tierra patria, para evitar el campo de concentración. Sin embargo, acabo de enterarme de la sorpresa más bonita: según el Berliner Börsencourier me encuentro en la «lista blanca de autores» de la nueva Alemania, y recomiendan todos mis libros, con excepción de mi obra principal, Wir sind Gefangene: así que ¡estoy llamado a ser uno de los exponentes del nuevo espíritu alemán! En vano me pregunto: ¿como me he ganado esta vergüenza? El «Tercer Reich» ha expulsado a casi toda la literatura de importancia, ha renegado de la escritura alemana de verdad, ha hostigado a la mayoría de los autores esenciales al exilio y ha hecho imposible la publicación de sus obras en Alemania. La ignorancia de unos cuantos coyunturales escribidores pomposos y el vandalismo sin escrúpulos de los tiranos que gobiernan de momento tratan de extirpar de nuestra literatura y arte todo aquello que tiene alguna relevancia mundial y sustituir el término «alemán» por un nacionalismo de lo más cerril. Un nacionalismo bajo cuyo influjo es aplastado incluso el más pequeño movimiento de libertad, un nacionalismo bajo cuyas órdenes todos mis amigos socialistas decentes han sido perseguidos, encarcelados, torturados, asesinados o empujados por la desesperanza al suicidio. Y los representantes de ese nacionalismo troglodítico, que no tiene nada, pero absolutamente nada que ver con ser alemán, se atreven a reclamarme como uno de sus intelectuales, a inscribirme en su llamada «lista blanca», que ante la conciencia del mundo ¡solo puede ser llamada «lista negra»! ¡Este deshonor no me lo he ganado! Después de toda mi vida y después de todos mis escritos tengo el derecho a exigir que mis libros sean entregados a las puras llamas de la hoguera y que no lleguen a las manos sangrientas y cerebros podridos de la panda de asesinos de marrón. ¡Quemad las obras del espíritu alemán! ¡Él mismo será inextinguible, igual que vuestra infamia! Se ruega a todos los periódicos decentes que publiquen esta protesta. Oskar Maria Graf

De todas formas, en las ciudades universitarias circulaban diferentes listas de libros para quemar. Por ejemplo, en el Göttinger Tageblatt, se publicó el 11 de mayo de 1933 una lista de libros quemados que incluía a Oskar Maria Graf con todas sus obras (a excepción de Wunderbare Menschen y Kalendergeschichten).

### Bertolt Brecht

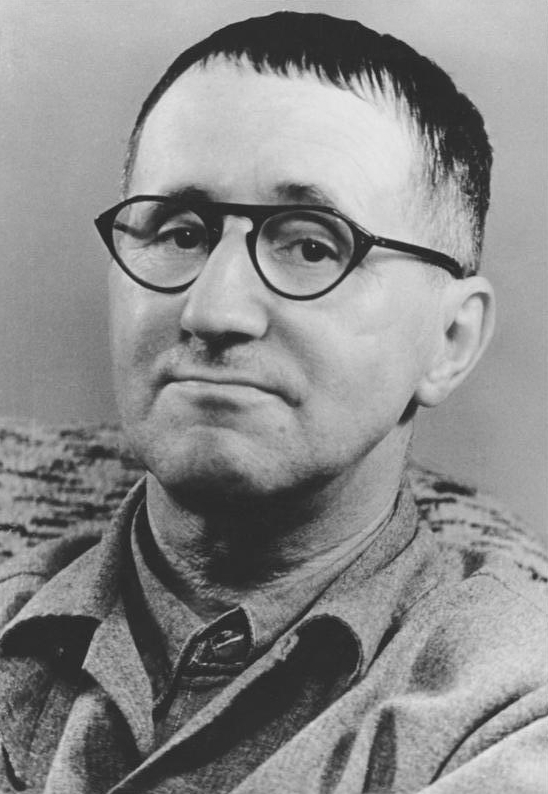
Bertolt Brecht (1954).

Als das Regime befahl, Bücher mit schädlichem Wissen
Öffentlich zu verbrennen, und allenthalben
Ochsen gezwungen wurden, Karren mit Büchern
Zu den Scheiterhaufen zu ziehen, entdeckte
Ein verjagter Dichter, einer der besten, die Liste der
Verbrannten studierend, entsetzt, daß seine
Bücher vergessen waren. Er eilte zum Schreibtisch
Zornbeflügelt, und schrieb einen Brief an die Machthaber.
Verbrennt mich! schrieb er mit fliegender Feder, verbrennt mich!
Tut mir das nicht an! Laßt mich nicht übrig! Habe ich nicht
Immer die Wahrheit berichtet in meinen Büchern? Und jetzt
Werd ich von euch wie ein Lügner behandelt! Ich befehle euch, Verbrennt mich!

Cuando el régmien ordenó, libros con conocimiento perjudicial
Deberán ser quemados públicamente, y en todas partes
Bueyes fueron obligados a arrastrar carros con libros
A la hoguera, descubrió
Un poeta perseguido, uno de los mejores, estudiando la lista de los
Prohibidos, horrorizado, que sus
Libros habían sido olvidados. Se apresuró a su escritorio
Llevado por la ira, y escribió una carta a los dirigentes.
¡Quemadme! escribió con pluma voladora, ¡quemadme!
¡No me hagáis esto! ¡No me dejéis atrás! ¿No he
Contado siempre la verdad en mis libros? ¡Y ahora
Me tratáis como a un mentiroso! Os ordeno, ¡quemadme!
Bertolt Brecht, «Die Bücherverbrennung»

### Discursos
Joseph Goebbels, director de propaganda del partido nazi y Gauleiter de Berlín, realizó su discurso el 10 de mayo de 1933 en la plaza de la Ópera de Berlín. Goebbels menciona su actuación en su diario el 11 de mayo: «Por la noche, discurso en la plaza de la Ópera. Delante de la hoguera de los libros inmundos y birriosos organizada por los estudiantes. Estoy en mi mejor forma. Enorme masa de oyentes.»

Das Zeitalter eines überspitzten jüdischen Intellektualismus ist zu Ende gegangen, und die deutsche Revolution hat dem deutschen Wesen wieder die Gasse freigemacht. Diese Revolution kam nicht von oben, sie ist von unten hervorgebrochen. Sie ist deshalb im besten Sinne des Wortes der Vollzug des Volkswillens. (…) In den letzten vierzehn Jahren, in denen ihr, Kommilitonen, in schweigender Schmach die Demütigungen der Novemberrepublik über euch ergehen lassen mußtet, füllten sich die Bibliotheken mit Schund und Schmutz jüdischer Asphaltliteraten. (…) Revolutionen, die echt sind, machen nirgends Halt. Es darf kein Gebiet unberührt bleiben. So wie sie die Menschen revolutioniert, so revolutioniert sie die Dinge. (…) Deshalb tut ihr gut daran, in dieser mitternächtlichen Stunde den Ungeist der Vergangenheit den Flammen anzuvertrauen. Hier sinkt die geistige Grundlage der Novemberrepublik zu Boden. Aber aus den Trümmern wird sich siegreich erheben der Phönix eines neuen Geistes, den wir tragen, den wir fördern, und dem wir das entscheidende Gewicht geben. (…) Das Alte liegt in den Flammen, das Neue wird aus der Flamme unseres eigenen Herzens wieder emporsteigen. Wo wir zusammenstehen, und wo wir zusammengehen, da wollen wir uns dem Reich und seiner Zukunft verpflichten. Wenn Ihr Studenten Euch das Recht nehmt, den geistigen Unflat in die Flammen hineinzuwerfen, dann müsst Ihr auch die Pflicht auf Euch nehmen, an die Stelle dieses Unrates einem wirklichen deutschen Geist die Gasse freizumachen.
La era del intelectualismo exagerado judío ha llegado a su fin y la revolución alemana ha liberado la calle para el ser alemán. Esta revolución no llegó desde arriba, irrumpió desde abajo. Por eso es en el mejor sentido de la palabra, el cumplimiento de la voluntad popular. [...] En los últimos catorce años, en los que vosotros, compañeros, tuvisteis que soportar las humillaciones de la República de Noviembre en infame silencio, se llenaron las bibliotecas con las birrias e inmundicias de los literatos de asfalto judíos. [...] Las revoluciones que son auténticas, no se detienen ante nada. Ningún área puede quedar intacta. Así como revoluciona a las personas, revoluciona a las cosas. [...] Por eso hacéis bien, en esta hora de la medianoche, en entregar a las llamas el espíritu maligno del pasado. Aquí se hunde hasta el suelo la base intelectual de la República de Noviembre. Pero de sus ruinas se levantará victorioso el fénix del nuevo espíritu, con el que cargamos, que incentivamos y al que damos el peso decisivo. [...] Lo viejo yace en las llamas, lo nuevo se elevará desde la llama de nuestros propios corazones. Donde estemos juntos y a donde vayamos juntos, allí nos comprometeremos con el Reich y con su futuro. Cuando vosotros, estudiantes, os tomáis el derecho a echar a las llamas la suciedad intelectual, entonces también debéis tomar sobre vosotros la responsabilidad de, en lugar de esta suciedad, liberar la calle para el auténtico espíritu alemán.
Extracto del discurso de Goebbels, publicado en el Völkischer Beobachter del 12 de mayo de 1933

Discurso del germanista Hans Naumann el 10 de mayo de 1933 en la plaza del mercado de Bonn (extracto):

So verbrenne denn, akademische Jugend deutscher Nation, heute zur mitternächtigen Stunde an allen Universitäten des Reichs, – verbrenne, was du gewiß bisher nicht angebetet hast, aber was doch auch dich wie uns alle verführen konnte und bedrohte. Wo Not an den Mann geht und Gefahr in Verzug ist, muß gehandelt werden ohne allzu großes Bedenken. Fliegt ein Buch heute Nacht zuviel ins Feuer, so schadet das nicht so sehr, wie wenn eines zu wenig in die Flammen flöge. Was gesund ist, steht schon von allein wieder auf. (…) Wir wollen eine symbolische Handlung begehn. Dies Feuer ist ein Symbol und soll weiter wirken und brennen als eine Aufforderung an alle, ein Gleiches zu tun; fortwirken soll es aus der Studentenschaft in das Bürgertum. Wir schütteln eine Fremdherrschaft ab, wir heben eine Besetzung auf. Von einer Besetzung des deutschen Geistes wollen wir uns befrein.
Así, arde, juventud académica de la nación alemana, hoy a medianoche en todas las universidades del Reich, –arde, lo que ciertamente hasta ahora no has adorado, pero lo que sin embargo sí te podía seducir y te amenazaba. Allí donde la calamidad acecha y el peligro está al caer, se debe actuar sin grandes miramientos. Si hoy cae un libro de más a las llamas, no es tan malo como que caiga en las llamas uno de menos. Lo que es sano, se vuelve a levantar por sí mismo. [...] Queremos realizar un acto simbólico. Este fuego es un símbolo y debe seguir surtiendo efecto y seguir ardiendo como un llamamiento a todos, para imitarnos; deberá continuar su influencia desde los estudiantes hacia los ciudadanos. Nos liberamos del gobierno de un poder extranjero, levantamos una ocupación [militar]. Queremos liberarnos de una ocupación del espíritu alemán.
Hans Naumann, 10 de mayo de 1933

Estudiantes del Gymnasium Bismarck de Dortmund, recitaron el coro «Brandfackel» del discurso de su maestro Friedhelm Kaiser:

Habt ihr die Feinde erkannt? Reinigt das deutsche Land! Her mit dem flammenden Brand!

Fort mit den falschen Propheten! Laßt sie von andern anbeten – wir aber wollen sie töten!

Was die uns Fremden schreiben, was die uns Fremden dichten, soll nimmer unter uns bleiben, wollen wir heute vernichten!

Soll uns nicht mehr betören ihre zersetzende Sucht, soll uns nicht mehr zerstören Deutsche Sitte und Zucht!

Schaffet, strebet, erweist unsern, den deutschen Geist!

Altes verzehren – Neues gebären, segnen – verdammen Feuer und Flammen! Brenn, Flamme! Brenne !!
¿Habéis reconocido a los enemigos? ¡Limpiad la tierra alemana! ¡Traed el incendio llameante!

¡Fuera los falsos profetas! Dejad que otros los adoren – ¡nosotros queremos matarlos!

Lo que nos escriben los extraños, lo que nos riman los extraños, deberá desaparecer para siempre de entre nosotros, ¡queremos destruirlo hoy!

¡Ya no nos cautivará su adicción corrosiva, ya no destruirá las costumbres y la disciplina alemanas!

¡Trabajad, aspirad, demostrad nuestro espíritu alemán!

¡Consume lo viejo – germina lo nuevo, bendecir –  maldecir fuego y llama! ¡Arde, llama! ¡¡Arde!!

### Artículos periodísticos
La prensa puso de buena gana sus páginas a disposición de los estudiantes, que publicaron algunos artículos, e informaron llenos de satisfacción sobre las hogueras de libros.
Neues Mannheimer Volksblatt del 20 de mayo de 1933 sobre la quema de libros del 19 de mayo:

Der Einmarsch des Fackelzuges auf den Rasenplatz dauerte nahezu dreiviertel Stunden. Es waren viele Tausende, die daran teilnahmen: Die Studentenschaft der Handelshochschule gemeinsam mit der SA, die Ingenieurschule, der DHV und verschiedene andere nationale Verbände. Etwa acht Musikkapellen marschierten mit. Am Ende fuhr ein Wagen, auf dem sich die dem Tode geweihten Bücher befanden und eine große Fahne Schwarz-Rot-Gold, die mit den Büchern dem Feuer übergeben wurde. Nach Eintreffen der Zugspitze wurde ein Holzstoß in Brand gesetzt, der bald in mächtigen zum nächtlichen Himmel empor loderte und den Platz weithin erhellte, sodaß die Sternlein, die neugierig herabschauten, etwas verblassen mußten. (…) Nach Absingen des Horst-Wessel-Liedes flammte der Scheiterhaufen auf und verzehrte die Bücher, die undeutschen Geistes voll. Mit klingendem Spiel ging es dann wieder in die Stadt zurück.
La entrada de la marcha de antorchas en la Rasenplatz duró unos tres cuartos de hora. Eran muchos miles los que participaron: la asociación de estudiantes de la Escuela de comercio junto con las SA, la Escuela de ingenieros, el DHV y otras federaciones nacionales. Unas ocho bandas de música acompañaban la marcha. Al final cerraba una furgoneta sobre la que se encontraban los libros condenados a muerte y una gran bandera negra, roja y oro, que fue entregada a las llamas con los libros. Tras la llegada de la cabeza de la marcha, se encendió un montón de leña, que en grandes haces llameaba hacia el cielo e iluminaba la gran extensión de la plaza, de forma que las estrellas, que miraban curiosas, tuvieron que palidecer. [...] Tras cantar la canción de Horst Wessel, se azuzó la hoguera y los libros llenos del espíritu antialemán fueron consumidos. Con el acompañamiento musical, se volvió a la ciudad.

Pforzheimer Morgenblatt del 19 de junio de 1933 sobre la quema de libros del 17 de junio:

Mit einem Sprechchor einer Gruppe des Bundes deutscher Mädchen wurde die Bücherverbrennung eingeleitet. Unter den Klängen des Präsentiermarsches wurde sodann der Bücherhaufen angezündet und hellauf loderten die Flammen, als ein weiterer Feuerspruch von den Mädchen vorgetragen wurde. Buch auf Buch wurde in die Flammen geworfen, bis auch das letzte vom Feuer verzehrt war. Entblößten Hauptes sang sodann die Menge, die sich im Verlauf der Geschehnisse auf einige Tausend angesammelt hatten, den Choral: „Nun danket alle Gott“. Mit dem Lied vom „Guten Kameraden“ und einem dreifachen „Sieg heil“ auf den Reichskanzler wurde die Feier geschlossen.
Un coro de un grupo de la Liga de Muchachas Alemanas sirvió de introducción a la quema de libros. Entre las notas de la marcha de presentación se encendió el montón de libros y las llamas se inflamaron cuando las niñas entonaron una nueva proclama. Libro sobre libro fueron arrojados al fuego, hasta que también el último había sido consumido por las llamas. Con el sombrero en la mano, la multitud, que había ido aumentando durante los actos hasta llegar a los varios miles, cantó el estribillo: «Ahora agradeced a Dios». Con la canción «Buen camarada» y un triple «salve victoria» al Canciller del Imperio se cerró la celebración.

Jenaische Zeitung del 28 de agosto de 1933 sobre la quema de libros del 26 de agosto:

Um 5:30 Uhr marschierte die NSBO und die Hitlerjugend auf dem Marktplatz auf. Die Fahnen nahmen vor dem Bismarckbrunnnen Aufstellung. Ein großer Scheiterhaufen von marxistischen Fahnen und Büchern war aufgerichtet worden – und bald loderte eine große Flamme empor und vernichtete die Symbole und geistigen Erzeugnisse einstiger Marxistenherrschaft. Schweigend und ergriffen von der symbolhaften Handlung sah die Menge diesem Schauspiel zu. Als der Haufen immer mehr zu Asche zerfiel, reckten sich spontan die Arme empor – und über dem Marktplatz erklang das Deutschlandlied.
Hacia las 5:30 marchaba la NSBO y las Juventudes Hitlerianas sobre la Plaza del Mercado. Las banderas tomaron posición frente a la fuente de Bismarck. Un gran pira de banderas marxistas y libros había sido montada – y pronto se levantaron las llamas hacia el cielo y destruyó los símbolos y el producto intelectual del antiguo señorío marxista. Silenciosos y conmovidos por la acción simbólica, la multitud miraba el espectáculo. Según la pira iba convirtiéndose en ceniza, los brazos se elevaron de forma espontánea – y sobre la Plaza del Mercado sonó la Canción de Alemania.

Dortmunder General-Anzeiger del 31 de mayo de 1933.
El artículo «Deutsch» («Alemán») de Kurt Herwarth Ball se distribuyó como el primer texto del «Servicio de artículos» del DSt y fue publicado por los diarios:

Und dann muß noch ein anderes sein, dieses das die Deutsche Studentenschaft begonnen: Der Kampf gegen das Untermenschentum der Fremdblütigen. Wenn wir die Seele des deutschen Volkes zur lodernden Flamme wiedergestalten und erhalten wollen, dann greifen wir getrost nach den Händen, die uns die 12 Thesen der Deutschen Studentenschaft entgegenstrecken. Zwölfmal dieser harte Wille des jungen Geschlechts:, Deutsch!' Zwölfmal der urstarke, blutsmäßige, bodenständige Ruf:, Deutsch!' Und dieser Ruf von Studenten, von einer jungen Generation, die das harte Muß kennengelernt hat als Werkstudent in den Hungerjahren, als Wehrstudent in ehrlosen Jahren. Schließen wir die Reihen der deutschen Menschen, die da um die Zukunft kämpfen in Politik, Wirtschaft, Wissenschaft und Schrifttum, in aller Kunst, stehen wir zusammen, eine neue Front, die unaufhaltsam marschiert, deren Ruf nur ein Wort ist: Deutschland!
Y aun se debe añadir otro, el que han comenzado los estudiantes: la lucha contra la infrahumanidad de los extranjeros. Si queremos reconstruir y mantener el alma alemana como llama viva, tomemos con confianza las manos que nos entregan las 12 tesis de la Asociación de Estudiantes Alemanes. Doce veces esa fuerte voluntad de la joven estirpe: ‹¡Alemán!› Doce veces el grito sensato, consanguíneo, de fuerza primitva ‹¡Alemán!› Y ese grito de estudiantes, de una generación joven, que ha conocido la dura necesidad como estudiante obrero durante los años del hambre, como estudiante soldado en los años sin honra. Cerremos filas con los alemanes que luchan por el futuro en la política, la economía, las ciencias y la literatura, en todo arte, mantengámonos juntos, un nuevo frente, que imparable marcha, cuyo grito es sólo una palabra ‹¡Alemania!›.
Kurt Herwarth Ball

El primer presidente de la República Federal de Alemania, Theodor Heuss, redactó un artículo (que no fue publicado) para la Vossische Zeitung, en el que veía la quema de libros dentro de la tradición del Festival de Wartburg y apostrofaba que «no [era] demasiado trágico», en parte también porque él mismo se vio afectado, ya que tres de sus obras fueron listadas y quemadas, entre ellas, Hitlers Weg (1932, «El camino de Hitler»). En una carta del 7 de mayo de 1933 Heuss comentaba: «Algunas personas que se encuentran en la lista, no son malos vecinos, como personas, pero a su lado se encuentra también toda la literatura desarraigada judía, contra la que he luchado todos estos años, y eso es menos bonito, entrar en la historia con esos.» Heuss relacionaba la quema de libros con el boicot a los judíos del 1 de abril, veía al pueblo alemán incluso «defenderse» de la «prensa mundial»: los informes sobre el «horror alemán» y los «pogromos alemanes con víctimas en masa» habrían sido «urdidas por círculos judeoorientales y comunistas de Londres y Nueva York».

## Protesta y recuerdo
Dies war ein Vorspiel nur, dort, wo man Bücher verbrennt, verbrennt man auch am Ende Menschen.
Esto no fue más que un preludio, allí donde queman libros, al final también se queman personas.
Heinrich Heine (1797-1856)

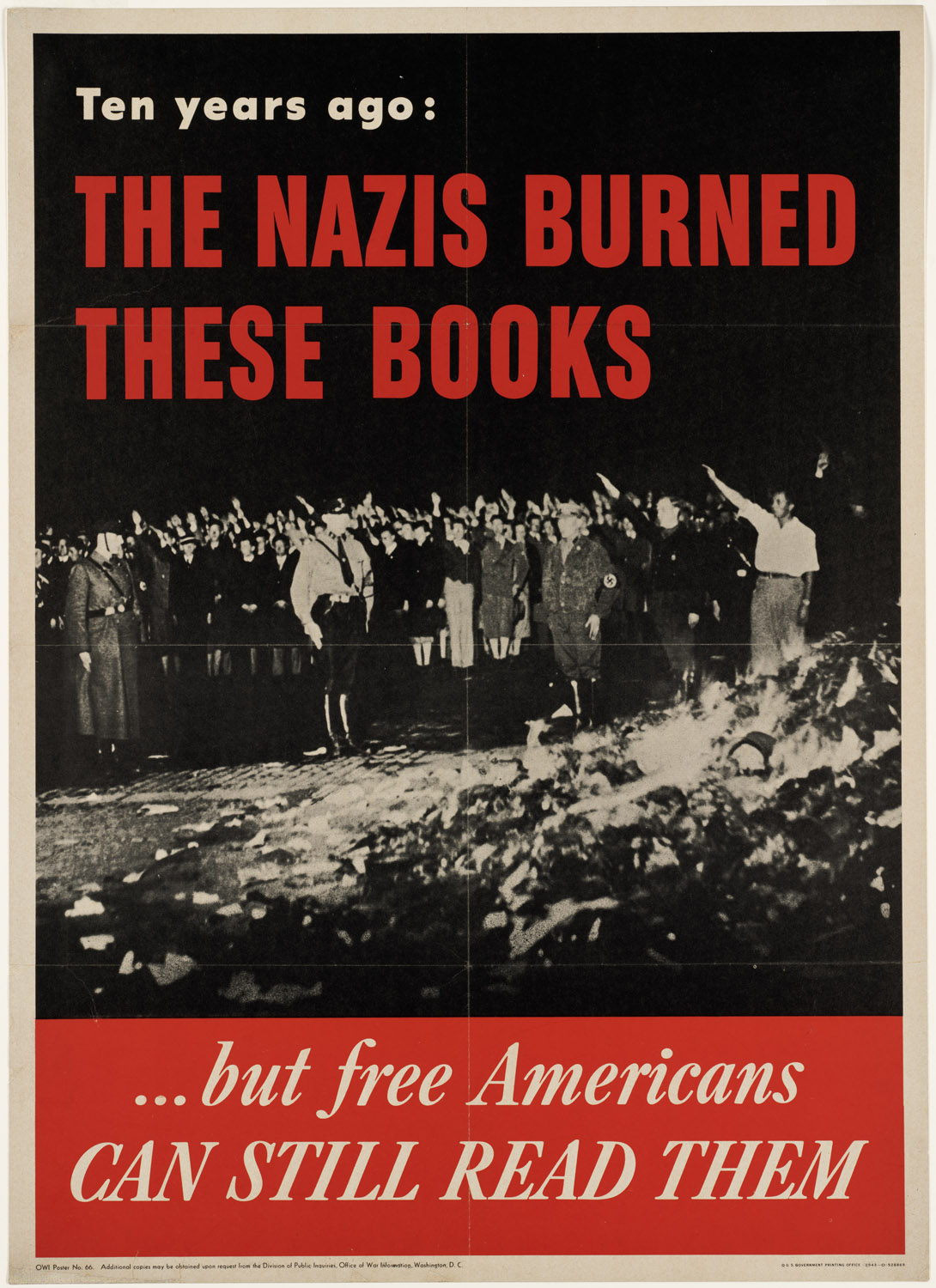
Póster editado en 1943, encargado por el United States Office of War Information: «Hace diez años los nazis quemaron estos libros... pero los americanos libres todavía pueden leerlos»

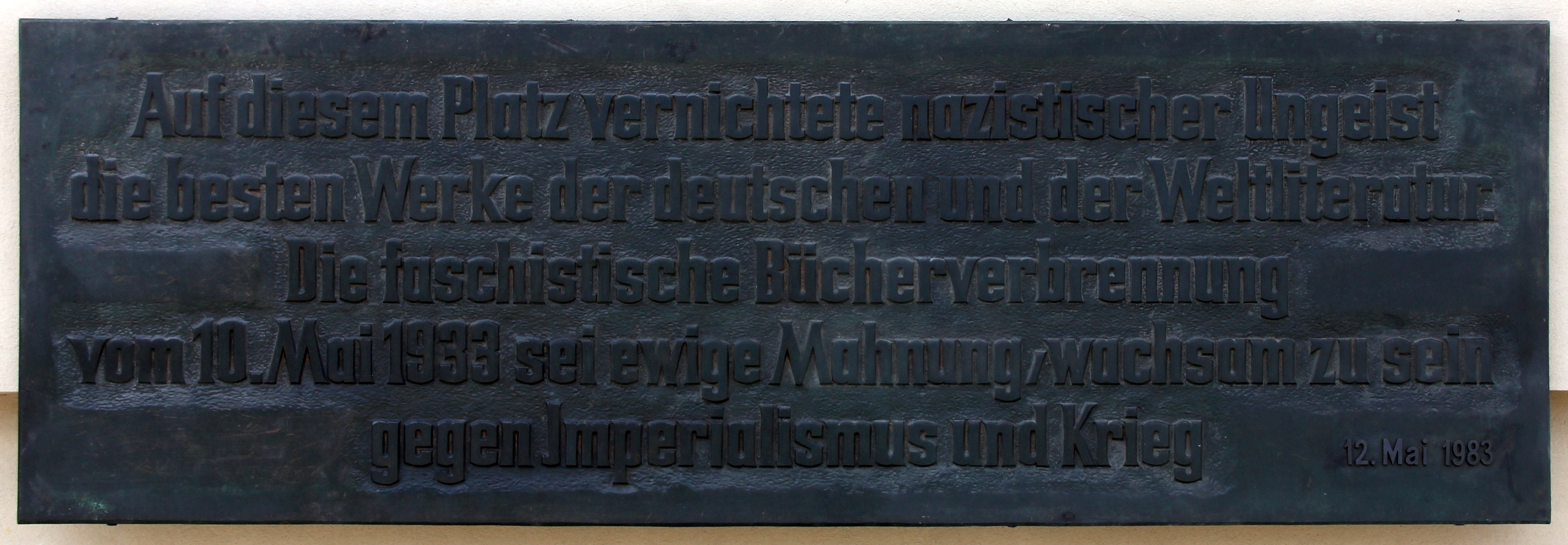
Placa conmemorativa en el Bebelplatz, en el centro de Berlín.

Esta frase profética de Heinrich Heine procede de la tragedia Almanzor (1821); se convirtió en realidad en Alemania. La cita no se refiere, en contra de lo que habitualmente se piensa, a la quema de libros realizada cuatro años antes durante el Festival del Wartburg de 1817, sino a la quema del Corán tras la toma de Granada por los caballeros cristianos.
La quema de libros tuvo un gran eco tanto dentro como fuera del país. En Alemania, la mayoría de los periódicos se mostraron entusiastas. Pero también hubo críticas públicas y resistencia puntual. La agresiva pegada de carteles de las doce tesis generaron protestas individuales en algunas universidades. El rector de la Universidad Humboldt de Berlín, Eduard Kohlrausch, anunció que dimitiría si no se retiraba el cartel del vestíbulo de la universidad. Gerhard Schumann, director regional de Wurtemberg de la federación de estudiantes nazis, prohibió la participación en la «Acción contra el espíritu antialemán» y se aferró a su prohibición a pesar de las protestas de asociaciones estudiantiles de Berlín, siendo apoyado por el presidente y Ministro de Cultura de Wurtemberg, Prof. Mergenthaler. El teólogo Richard Rinke firmó una carta de protesta con su nombre completo, sobre su suerte no se conoce nada más. Pero en general a penas hubo protestas públicas o resistencia activa.
El 10 de mayo de 1933 apareció en la portada del Arbeiter-Illustrierte-Zeitung en Praga el famoso collage de John Heartfield, que muestra a Joseph Goebbels con dedo levantado delante del edificio de la Dieta Imperial en llamas y señala a los libros ardiendo. El título de la obra es «por la luz hacia la noche».
Escritores emigrados y sus amigos ya se habían implicado en 1933, en el extranjero contra el «Día de la barbarie» (Alfred Kantorowicz). Ya el 27 de abril hubo protestas en Estados Unidos contra los planes de quemar libros, Helen Keller intervino junto con otros famosos autores, como Sherwood Anderson y Sinclair Lewis, en una carta abierta a los estudiantes, pero sin éxito. El 10 de mayo hubo una manifestación en Nueva York, en la que participaron cientos de miles de personas, junto con legisladores y otros funcionarios de iglesias e instituciones, leyendo el alcalde de la ciudad sus principales reivindicaciones. En Holanda, el día de la quema de libros, Radio Hilversum leyó extractos de los libros durante todo el día.
En mayo de 1933, el emigrado Ernst Toller criticó en el XI congreso del PEN Club Internacional en Ragusa la actitud pasiva de muchos miembros frente al fascismo y al nacionalismo. «Millones de personas en Alemania no pueden hablar con libertad y escribir con libertad. Cuando yo hablo aquí, hablo por esos millones que hoy no tienen voz.» El PEN Club sin embargo se negó a tomar una postura clara frente a la quema de libros. Poco después los escritores alemanes en el exilio se reunían en un nuevo PEN Club para autores de habla alemana en el extranjero. Este grupo, fundado por Lion Feuchtwanger, Ernst Toller, Rudolf Olden y Max Herrmann-Neiße, tenía su sede en Londres y su primer presidente fue Heinrich Mann.

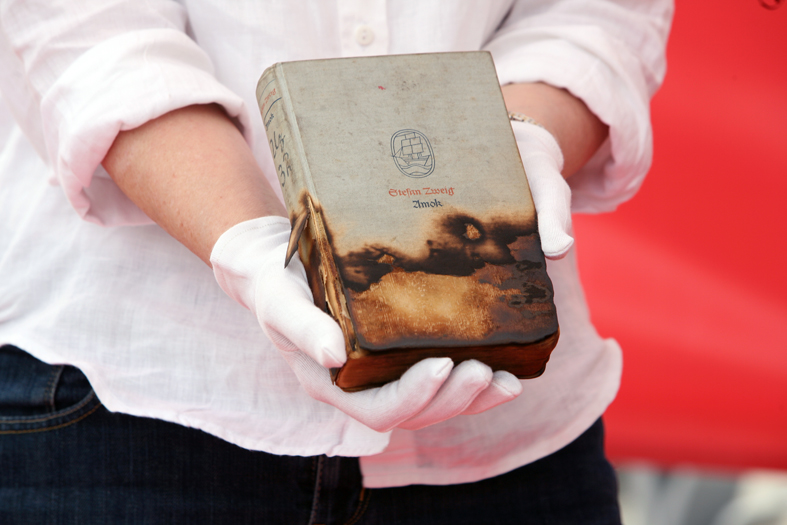
Una copia de la novela de Stefan Zweig Amok (1922), parcialmente quemada y recuperada de la quema de libros de los nazis.

Autores austriacos y miembros del PEN Club protestaron en contra de la persecución de sus colegas alemanes, entre ellos algunos que más tarde se convertirían en emigrantes ellos mismos, como Raoul Auernheimer, Franz Theodor Csokor, Ernst Lothar y Friedrich Torberg. Csokor, al igual que muchos de sus colegas, dependientes del marco alemán, escribió el 19 de mayo de 1933: «Hay que decidirse: ¿buen negocio – o buena conciencia? Yo estoy a favor de lo segundo – a pesar de todo peligro, incluido el de la emigración, ¡en el caso de que la magia marrón llegue a poner pie aquí!» Los miembros proalemanes y filonazis del PEN Club de Viena se dieron de baja, entre ellos Max Mell, Richard Billinger, Bruno Brehm o Josef Weinheber, y fundaron el Bund deutscher Schriftsteller Österreichs («Liga de los escritores alemanes de Austria»). De forma irónica, el 30 de mayo de 1933, el periódico vienés Arbeiterzeitung comentaba: «El Tercer Reich necesita lacayos [...] Sobre montes de cadáveres debería verdecer una primavera de poetas. [...] Göbbels invitó a tomar el té – los escritores debían elegir: espíritu o poder, carácter o coyuntura, aislamiento valiente o uniformización cobarde. Han elegido. Los hombres se han ido al exilio, los niños han ido a tomar el té.»
En consecuencia, el 10 de mayo se convirtió en el «Día del libro quemado», un encuentro anual de muchos autores en el exilio, sobre todo en París, pero también en Londres, Ciudad de México, Moscú, Nueva York y Praga. El décimo aniversario de la quema de libros, el 10 de mayo de 1943, fe especialmente celebrado en EE. UU. Una exposición de libros prohibidos y quemados se abrió en diciembre de 1942 en la Biblioteca Pública de Nueva York, seguida de numerosos otros eventos, representaciones, conferencias y cursos, en la que se dio una enorme publicidad a la literatura prohibida por los nazis. Thomas Mann señaló en un discurso emitido por la BBC, que este décimo aniversario del 10 de mayo había sido «realmente conmovedor» y que había producido «manifestaciones que generaban una profunda vergüenza» entre los refugiados alemanes.
Peter Suhrkamp habló en 1947 en la plaza de la Ópera de Berlín: «Las llamas, que inicialmente chisporroteaban por entre los montones de libros, más tarde se tragaron en una tormenta de fuego nuestras ciudades, hogares y mismo personas. No solo se debe recordar el día de la quema de libros, sino la cadena: del fuego de placer en esta plaza, pasando por la quema de sinagogas hasta el fuego del cielo sobre las ciudades.»
En la República Democrática Alemana se celebraba el 10 de mayo como «Día del libro libre».

### Lugares conmemorativos
En el Bebelplatz, al lado de la Ópera del Estado, actualmente una ventana incrustada en el empedrado recuerda la quema de libros de 1933. La ventana permite ver el monumento exhortatorio «Biblioteca», una cuadrado formado por estanterías blancas vacías, realizado por el artista israelí Micha Ullman. También recuerdan la quema de libros dos placas de bronce, en las que se puede leer la frase de Heinrich Heine, aunque no reproducida de forma literal.

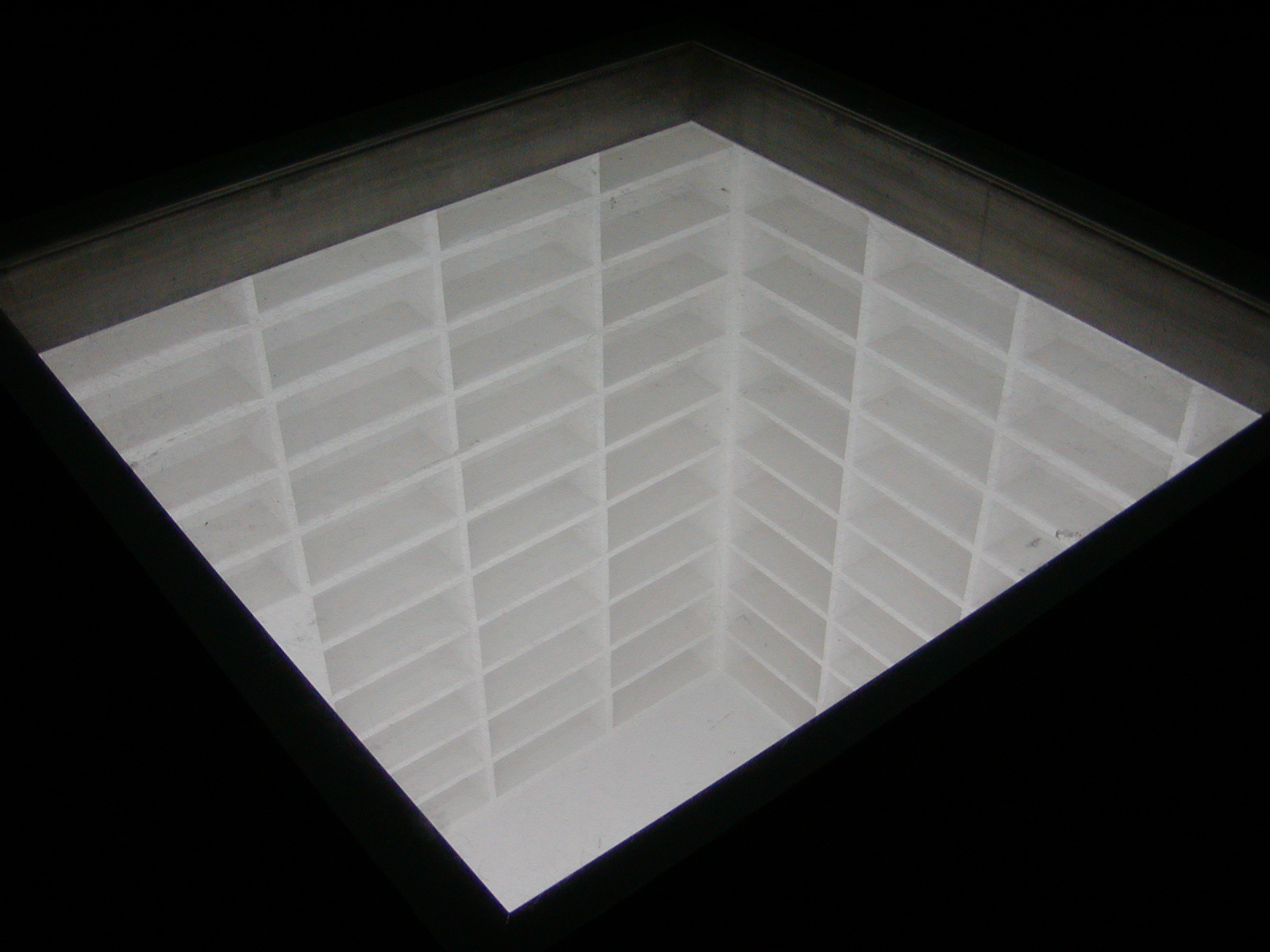
El monumento exhortatorio «Biblioteca» de Micha Ullman en el Bebelplatz de Berlín, una habitación subterránea con estanterías sin libros.

En algunas ciudades alemanas existen placas conmemorativas que recuerdan los hechos: en Gotinga hay una placa en el Albanikirchhof (en su momento, llamada plaza de Adolf Hitler) con la cita de Heine. En Fráncfort del Meno, en la plaza del mercado, entre la Alter Nikolaikirche y la fuente de la justicia, recuerda una placa de bronce a la quema. En el barrio de Eimsbüttel, en Hamburgo, existe un monumento en Hoheluft am Isebekkanal, Kaiser-Friedrich-Ufer esquina con Heymannstraße. En Landau hay una placa en la plaza del ayuntamiento. En Essen hay una placa conmemorativa en el Gerlingplatz. Otras placas se pueden encontrar en Brema, Düsseldorf, Erlangen, Halle y Colonia.
En Múnich no existe hasta el día de hoy un monumento exhortatorio que recuerde a la quema de libros en la Plaza del Rey. El artista Wolfram Kastner ha quemado en diversas ocasiones un círculo negro en el césped de la plaza, en el lugar en el que se colocó la pira. También insistió en que se incluyeran restos de libros quemados en el centro de documentación nazi que está planeado en la Plaza. Kastner también ha realizado en otras ciudades acciones bajo el título «El rastro de los libros» en recuerdo de la quema; entre otras ciudaes, lo ha hecho en Salzburgo, Fráncfort, Kassel y Heidelberg.
En Salzburgo se discutió en 2007 la creación del primer monumento exhortatorio en territorio austriaco durante la preparación de la remodelación de la Plaza de la Residencia. El alcalde Heinz Schaden (SPÖ) consideró que una placa conmemorativa sería suficiente. El acuerdo fue la realización de un monumento plano, incrustado en las placas «con la colaboración de historiadores» y dentro del marco de la reforma que ya había sido sacada a concurso. El proyecto ganador de los arquitectos Rieder y Knittel tenía previsto la realización de un monumento móvil, que de noche se convertiría en una escultura de luz programable y modificable. El proyecto no fue llevado a cabo y en 2009 fue reclamado por una iniciativa del partido Bürgerliste. Para el 75 aniversario, en 2013 la iniciativa «Palabra libre» realizó un amplio programa de actos.
En Viena se ha colocado en el año 2000 un monumento exhortatorio creado por la artista inglesa Rachel Whiteread que recuerda a las víctimas austriacas del Holocausto en la Plaza de los Judíos. No es un monumento que trate específicamente la quema de libros, pero representa una biblioteca de piedra, cuyos libros invertidos salen hacia afuera.

### Archivos y bibliotecas
En Praga se hizo un llamamiento en 1933 para reunir una colección de libros prohibidos para una exposición, colección que más tarde sería destruida.

#### Biblioteca alemana de la libertad
En el primer aniversario de la quema de libros, el escritor Alfred Kantorowicz, junto con sus amigos de la «Liga para la protección de escritores alemanes» (Schutzverband Deutscher Schriftsteller), crearon el 10 de mayo de 1934 en París una «Biblioteca de los libros prohibidos» (Deutsche Freiheitsbibliothek, «Biblioteca alemana de la libertad»), que fue inaugurada por Alfred Kerr y Egon Erwin Kisch. Lo que había sido prohibido en Alemania, fue enviado por emigrantes a París y reunido en una biblioteca. El 10 de mayo de 1934 la biblioteca contaba ya con más de 11 000 volúmenes. La Biblioteca de los libros prohibidos fue destruida tras la entrada de las tropas alemanas en París, de forma que en la actualidad ya no existe una biblioteca completa de libros quemados.
Tras la Guerra, Kantorowicz y Drews editaron en conmemoración de esta biblioteca la antología Verboten und verbrannt («Prohibidos y quemados»), en la que comentan en la introducción:

Das war kein ‚spontaner Akt’ einer unvernünftigen Menge gewesen, sondern eine wohlüberlegte und sorgfältig organisierte Veranstaltung nationalsozialistischer Staatsraison. Wie die Reichstagsbrandstiftung am 28. Februar 1933 das Fanal des Terrors gegen alle Antifaschisten, der Judenboykott vom 1. April 1933 der Auftakt der Pogrome, die Auflösung und Ausraubung der Gewerkschaften am 2. Mai 1933 die Proklamierung der sozialen Unterdrückung gewesen waren, so waren die Autodafés vom 10. Mai der sichtbare Beginn der amtlich verfügten und mit terroristischen Mitteln durchgeführten Entgeistigung und Barbarisierung Deutschlands.
No fue un "acto espontáneo" de una masa insensata, sino un acto bien calculado y organizado con cuidado de la razón de estado nacionalsocialista. Al igual que la quema de la Dieta Imperial el 28 de febrero de 1933 fue la antesala del terror contra todos los antifascistas, el boicot a los judíos del 1 de abril de 1933 fue el comienzo de los pogromos, la disolución y el desvalijo de los sindicatos el 2 de mayo de 1933 fue la proclamación de la opresión social, así fueron los auto de fe del 10 de mayo el inicio visible de la desintelectualización y barbarización de Alemania, realizado con medios terroristas y por orden gubernamental.
Kantorowicz y Drews (1947)

#### Archivo de los libros prohibidos
El perito financiero Georg P. Salzmann ha reunido desde 1945, y de forma sistemática desde 1976, una colección de títulos de los libros destruidos en 1933 por la quema. El coleccionista tenía la intención de entregar los libros a una institución pública, que pudiese ponerlos a disposición del público, aunque sin préstamo. Durante años, los esfuerzos de diversas ciudades fracasaron en la financiación, hasta que en 2009 Baviera compró la colección completa para la biblioteca de la Universidad de Augsburgo. La colección completa está formada por unos 12 000 tomos, de unos 120 autores perseguidos; además de muchas primeras ediciones, la mayoría de la biblioteca está formada por reediciones, en total, unos 8000 títulos distintos. La biblioteca universitaria de Augsburgo trata de cerrar los huecos existentes en la colección Salzmann, para completar la compilación.

#### Prohibidos y quemados/Exilio
La editorial S. Fischer publicó en la década de 1980 la serie «Verboten und verbrannt/Exil» («Prohibidos y quemados/Exilio», iniciado 1981 en la Bibliothek der verbrannten Bücher, «Biblioteca de los libros quemados», de la editorial KonkretLiteraturVerlag), en la que se publicaron algunos de los libros que habían sido publicados entre 1933 y 1945 fuera de Alemania. En 1993 se finalizó la publicación de la colección.

#### Biblioteca de los libros quemados
En 2006, con ocasión del 73 aniversario de la quema, se reeditó como proyecto piloto Staat, Recht und Freiheit, obra de Hugo Preuß. El experto en derecho constitucional Hugo Preuß (1860–1925) fue uno de los intelectuales más importantes que colaboró en la redacción de la Constitución de Weimar de 1919. Su libro se editó por primera vez en 1926 de forma póstuma, con una introducción de Theodor Heuss y fue quemada de forma pública el 10 de mayo de 1933.
El Centro Moses Mendelssohn para los estudios judeoeuropeos de Potsdam, junto con la editorial Georg Olms, editó, con ocasión del 75 aniversario de la quema de libros, el 10 de mayo de 2008, los 10 primeros tomos de una «Biblioteca de los libros quemados» (Bibliothek Verbrannter Bücher). La caja contiene libros de Salomo Friedlaender, André Gide, Theodor Heuss, Franz Kafka, Erich Kästner, Gina Kaus, Jack London, Walther Rathenau, Anna Seghers y Kurt Tucholsky. La caja ha sido regalada con ocasión del Abitur a 4000 de las escuelas más importantes gracias a la generosidad de numerosos donantes. Esta reedición con nuevos epílogos debía llegar a los 120 tomos.

## Cine
- Der Tag, an dem die Bücher brannten. documental, Alemania 2003, 45 min., guion: Henning Burk, Hess.Rundfunk/3sat
- Spur des Feuers. documental, Alemania, 2008, 52 min., guion y dirección: Henry Köhler, Produktion: RossPointFilm, Pinguin Film, MDR, primera emisión: 29 de octubre de 2008, resumen en arte

### Listas de libros
- Liste der von den Nationalsozialisten verbotenen Schriften: berlin.de: Verbannte Bücher (basado en „Liste des schädlichen und unerwünschten Schrifttums“, del 31 de diciembre de 1938. Leipzig, 1938. Redacción científica Dr. Wolfgang Both, Berlin. Responsable: BerlinOnline Stadtportal GmbH & Co. KG D-10178 Berlin, 3 de enero de 2014)
- United States Holocaust Memorial Museum: ushmm.org: 1933 Book Burnings (3 de enero de 2014)

### Crónicas
- Deutsches Historisches Museum: dhm.de: Rundfunkreportage über die Bücherverbrennung auf dem Berliner Opernplatz
- Brandenburgische Landeszentrale für politische Bildung, Margrid Bircken, Helmut Peitsch (ed.): politische-bildung-brandenburg.de: BRENNENDE BÜCHER. Erinnerungen an den 10. Mai 1933 (459 kB, 3 de enero de 2014)
- media.libri.de: Ein Abend im Mai – und wie es dazu kam Weidermann 2008 (50 kB, 3 de enero de 2014)

### Documentación
- Moses Mendelssohn Zentrum für europäisch-jüdische Studien: verbrannte-buecher.de: Zur Geschichte der Bücherverbrennung
- United States Holocaust Memorial Museum: Fotos (3 de enero de 2014: enlace inactivo )
- Onlineatlas zu den Orten der nationalsozialistischen Bücherverbrennungen 1933: verbrannte-orte.de (Beta, 3 de enero de 2014)
- Exposición 2008, Gotinga: euchzumtrotz.de: Und Euch zum Trotz

### Otros
- Haus der Bayerischen Geschichte: hdbg.de: Die Bücherverbrennung 1933 (3 de enero de 2014)
- Moses Mendelssohn Zentrum für europäisch-jüdische Studien: Linkliste
- Birgit Ebbert: buecherverbrennung.de
- Jörg Hauptmann, ponencia: slub-dresden.de: Bücherverbrennung in Dresden und ihre Rezeption nach 1945 (archivo PDF; 2 MB)
- Petra Öllingers virtuelle Wohnung: petra-oellinger.at: Bücherverbrennung - Exilliteratur
- Literaturquiz Januar bis Dezember 2013: literaturblog-duftender-doppelpunkt.at
- Bücherlesung: en http://www.buecherlesung.de/2014/haupt_14.htm Archivado el 31 de agosto de 2014 en Wayback Machine. se encuentran todas las informaciones de la acción „Bücher aus Feuer“ con las fechas de las lecturas de los libros quemados en toda Alemania, así como textos, una lista de autores sin copyright, biografías de los autores con enlaces a fuentes de información más completas y muchas otras informaciones en torno a la quema de libros de 1933.

- Esta obra contiene una traducción  derivada de «Bücherverbrennung 1933 in Deutschland» de Wikipedia en alemán, concretamente de esta versión, publicada por sus editores bajo la Licencia de documentación libre de GNU y la Licencia Creative Commons Atribución-CompartirIgual 4.0 Internacional.

- Datos: Q3927614
- Multimedia: Book burning in Nazi Germany / Q3927614